# Sassanidenreich
Das Sas(s)anidenreich war das zweite persische Großreich des Altertums. Der Name des Reiches, dessen Eigenbezeichnung Eranschahr lautete, leitet sich von der letzten vorislamischen persischen Dynastie der Sassaniden (Sāsāniden) ab. Im mittelalterlichen Schāhnāme wird die Dynastie nach Papak bzw. Bābak, dem (eventuellen) Sohn des Stammvaters Sas(s)an, bezeichnet. Mit sehr wenigen Ausnahmen (Bahram Tschobin 590 sowie Schahrbaraz 630) gehörten bis zum Schluss sämtliche Großkönige der Familie der Sassaniden an.
Das Reich existierte zwischen dem Ende des Partherreichs und der arabischen Eroberung Persiens, also von 224 bzw. 226 bis zur Schlacht von Nehawend im Jahr 642 beziehungsweise bis zum Tod des letzten Großkönigs Yazdegerd III. im Jahr 651.

Das Sassanidenreich zum Zeitpunkt seiner größten Ausdehnung um 620 n. Chr. (heller markierte Gebiete wurden nur vorübergehend beherrscht).

Das Sassanidenreich, das in der Forschung auch als Neupersisches Reich bezeichnet wird (in Abgrenzung zum Altpersischen Reich der Achämeniden und Teispiden), war über Jahrhunderte hinweg eine bedeutende Großmacht und ein Rivale des Römischen beziehungsweise Oströmischen Reiches. Außer kriegerischen Auseinandersetzungen (siehe Römisch-Persische Kriege) gab es aber auch zahlreiche friedliche Kontakte zwischen Römern und Sassaniden, die sich in vielerlei Hinsicht gegenseitig beeinflussten. Sassanidische Traditionen hatten zudem großen Einfluss auf die Umayyaden, Samaniden und vor allem die Abbasiden. In der neueren Forschung wird der Geschichte und Kultur des Sassanidenreichs im Rahmen des gewachsenen Interesses an der Spätantike daher verstärkt Beachtung geschenkt und auf die historische Bedeutung dieser zweiten Großmacht neben Rom hingewiesen.
In der modernen Geschichtswissenschaft wird der Begriff Sassaniden dabei außer auf das Herrschergeschlecht verallgemeinernd auch auf die Bevölkerung ihres Reiches angewandt. Das Sassanidenreich erstreckte sich ungefähr über die Gebiete der heutigen Staaten Iran, Irak, Aserbaidschan, Turkmenistan, Pakistan und Afghanistan sowie einige Randgebiete. Es lag damit an einem wirtschaftlich und politisch wichtigem Schnittpunkt zwischen Ost und West.

## Geschichte

### Die Gründung des Neupersischen Reichs – Ardaschir I. und Schapur I.

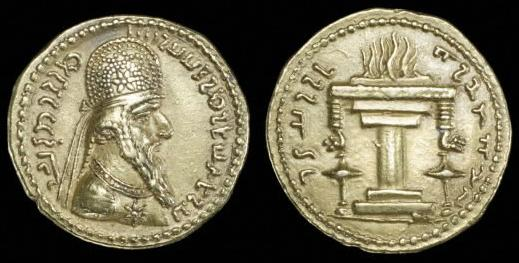
Münze Ardaschirs I. mit Feueraltar (symbolisiert das zoroastrische heilige Feuer)

Die Sassaniden führten ihre Herkunft auf einen historisch kaum fassbaren Stammvater zurück, einen gewissen Sasan, der laut den Angaben später Quellen um 200 n. Chr. Oberpriester im Tempel bzw. Feuerheiligtum der Anahita in Istachr gewesen ist. Einige Historiker vermuten, dass es sich ursprünglich um ein parthisches Geschlecht handelte, das vielleicht sogar mit einer Nebenlinie der Arsakiden verwandt war. Gründer des Sassanidenreiches war jedenfalls Ardaschir I. (Regierungszeit 224–240), ein aufständischer Fürst aus dem Süden des Partherreichs, der Region Fars (Persis), wo die Sassaniden seit Ardaschirs Vater Papak als Unterkönige fungierten. Nach dem Tod Papaks folgte ihm zunächst sein ältester Sohn Schapur nach, gegen den sich aber Ardaschir erhob und der angeblich durch einen Unfall getötet wurde. Ardaschir wurde nun neuer Kleinkönig in der Persis, konsolidierte seine Macht und erhob sich dann gegen den Partherkönig. Nachdem Ardaschir den letzten Partherkönig, den Arsakiden Artabanos IV., im Jahre 224 getötet hatte, nahm er dessen Platz ein. Er schaltete ebenso Vologaeses VI. aus, den Bruder und alten Rivalen des Artabanos, und eroberte wohl 226 die parthische Hauptstadt Ktesiphon, die in der Folgezeit prächtig ausgebaut und Hauptresidenz der Sassanidenkönige wurde.
Die Gründung des spätantiken Sassanidenreiches erfolgte als militärisch erzwungener Dynastiewechsel. Der Einfluss der mächtigen Adelsfamilien, lokaler Kleinkönige und Dynasten aus arsakidischer Zeit blieb aber offenbar bestehen, auch wenn sie sich formal dem neuen König unterwarfen: Viele parthische Aristokraten arrangierten sich mit der neuen Dynastie und spielten weiterhin eine wichtige Rolle im Reich, dessen Aufbau im Wesentlichen unverändert blieb. Ardaschir behielt die meisten arsakidischen Traditionen und Strukturen bei, führte aber auch Neuerungen ein. Er inszenierte sich geschickt als Schirmherr des Zoroastrismus (auf seinen Münzen ließ er Feueraltäre abbilden) und nannte sich König der Könige von Eran, wobei unter Eran nicht der heutige Staat Iran verstanden werden darf, sondern vielmehr die von Iraniern bewohnten beziehungsweise beanspruchten Gebiete. Damit schuf er eine ideologische Klammer, die die Unterschiede zwischen persischen und parthischen Geschlechtern verwischte. Ob sich die frühen Sassaniden bewusst in die Tradition der Achämeniden stellten, wie dies römische Autoren wie Herodian behaupten, ist in der Forschung umstritten, zumal in frühsassanidischer Zeit wohl kaum noch konkrete Kenntnisse über die altpersische Dynastie vorhanden waren.
Ardaschir suchte seine Stellung und den Sturz der Vorgängerdynastie offensichtlich durch militärische Erfolge zu legitimieren. Dabei wandte er sich nicht nur gen Osten, wo er gegen die Kuschana kämpfte und bis nach Merw vordrang (ebenso wurden zumindest Teile der arabischen Golfküste besetzt), sondern bald auch nach Westen. Die römischen Perserkriege setzten im Grunde den Machtkampf fort, der zuvor in den Partherkriegen zwischen Rom und Parthien getobt hatte. Allerdings war das persische Vorgehen im Westen zunächst insofern defensiv, als man wohl lediglich die Euphratlinie zurückgewinnen und verhindern wollte, dass Armenien als offene Flanke diente. Ein erster Schlagabtausch mit den Römern unter Kaiser Severus Alexander scheint 231/32 trotz hoher Verluste auf beiden Seiten weitgehend ergebnislos verlaufen zu sein. Nach dem Tod des Kaisers 235 griff Ardaschir 238 erneut an und eroberte mehrere Städte. 240/41 konnte das strategisch wichtige Königreich Hatra nach mehrjähriger Belagerung der Hauptstadt und mit gewaltigem Aufwand erobert werden (wenn die Eroberung vielleicht auch erst unter Ardaschirs Sohn Schapur erfolgte, siehe unten). Hatra hatte sich offenbar mit den Römern verbündet und war zudem ein arsakidischer Widerstandshort gewesen. Somit war die persische Westgrenze vorerst gesichert.

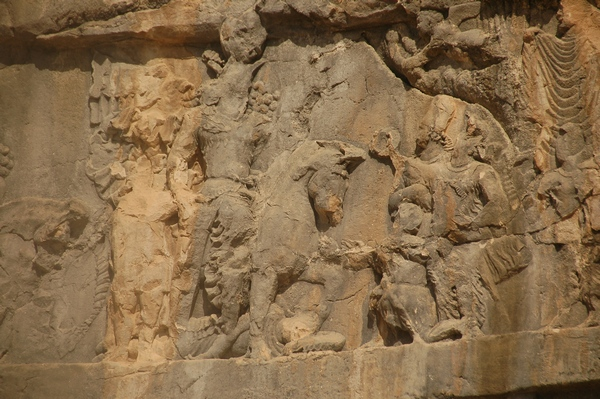
Relief Schapurs I. (Bischapur): Vor dem berittenen Perserkönig kniet der römische Kaiser Philippus Arabs; Kaiser Valerian steht neben Schapur, der ihn zum Zeichen der Gefangenschaft am Arm gepackt hat; unter den Hufen des königlichen Pferdes liegt Kaiser Gordian III.

Ardaschirs Sohn, Großkönig (genauer wäre DMG šāhān šāh, „König der Könige“) Schapur I. (240–270/272), der bereits vor dem Tod Ardaschirs an der Regierung beteiligt war, nannte sich Šāhān šāh Ērān ud Anērān („König der Könige von Iran und Nicht-Iran“). Er gilt als einer der bedeutendsten Sassanidenherrscher und konnte neben seinen militärischen auch innenpolitische Erfolge erzielen. In seinem berühmten Tatenbericht (den sogenannten res gestae divi Saporis), der eine wichtige und weitgehend zuverlässige Quelle darstellt, werden insgesamt drei Feldzüge des Perserkönigs gegen das Römische Reich und zahlreiche eroberte Städte erwähnt.
Der erste Feldzug diente der Abwehr der Römer, die 243/44 unter Gordian III. in Persien eingefallen waren. Schapur besiegte nach anfänglichen Rückschlägen den römischen Kaiser, der in der Schlacht von Mesiche (oder kurz darauf) den Tod fand. Schapur schloss kurz darauf mit Gordians Nachfolger Philippus Arabs einen für Rom schmachvollen Frieden. Anschließend stieß er in den 250er Jahren – die damalige Schwäche des Imperiums nutzend (siehe Reichskrise des 3. Jahrhunderts) – mehrmals tief auf römisches Gebiet vor. Dieser zweite Feldzug fand wahrscheinlich im Zeitraum 252/53 bis 256/57 statt, doch ist die genaue Datierung umstritten. In diesem Zusammenhang drang der König nach Syrien vor und eroberte Antiochia (ob die Stadt 253 oder 256 erobert wurde, ist unklar). Im Jahr 256/257 führte ein kleinerer Zug die Perser bis Dura Europos, das nach einer längeren Belagerung erobert wurde.
Der dritte und letzte Feldzug fällt in das Jahr 260. Als Kaiser Valerian im Sommer 260 mit einem großen Heer gegen ihn zog, konnte Schapur den Kaiser nach der Schlacht von Edessa gefangen nehmen. Dies war eine bis dahin ungekannte Schmach für die Römer; Valerian kam nie mehr frei. Schapur zog dann mit seinen Truppen über den Euphrat, nahm erneut Antiochia ein und plünderte Kilikien und Kappadokien. Seinen Sieg ließ er durch die Erstellung beeindruckender Felsreliefs, zum Beispiel bei Bischapur, sowie in einer monumentalen Inschrift in persischer, parthischer und griechischer Sprache bei Naqsch-e Rostam in der Nähe des alten Persepolis verewigen, den bereits erwähnten res gestae divi Saporis:

„Im dritten Feldzug, als wir gegen Karrhai und Edessa vorstießen und Karrhai und Edessa belagerten, da marschierte Kaiser Valerian gegen uns, und es war mit ihm eine Heeresmacht von 70.000 Mann. Und auf der jenseitigen Seite von Karrhai und Edessa hat mit Kaiser Valerian eine große Schlacht für Uns stattgefunden, und Wir nahmen Kaiser Valerian mit eigenen Händen gefangen und die Übrigen, den Prätorianerpräfekten und Senatoren und Offiziere, alle welche auch immer Führer jener Heeresmacht waren, alle diese ergriffen Wir mit den Händen und deportierten sie in die Persis.“

Auf dem Rückzug aus Syrien musste Schapur eine empfindliche Niederlage durch den mit Rom verbündeten Fürsten von Palmyra, Septimius Odaenathus, hinnehmen, der 262/63 sogar bis zur Hauptstadt Ktesiphon vordringen konnte. Odaenathus stellte die römischen Grenzen in Mesopotamien wieder her, da Schapur im Osten durch schwere Kämpfe gegen die Kuschana gebunden war. Nach Ansicht einiger Forscher stand das Sassanidenreich in dieser Zeit des Zweifrontenkriegs sogar am Abgrund, doch lassen die Quellen keine abschließende Bewertung der Lage zu. Bei seinem Tod konnte Schapur dennoch auf eine erfolgreiche Regierungszeit zurückblicken. Den zu Schapurs Regierungszeit entstehenden Manichäismus begünstigte der König durch den Schutz des Religionsstifters Manis; zugleich stützte er sich stark auf den Zoroastrismus. Schapur war in Religionsfragen offenbar recht tolerant. Ansonsten sticht innenpolitisch aus Schapurs Regierungszeit vor allem seine recht intensive Urbanisierungspolitik hervor. In den von Schapur gegründeten Städten wurden aus dem Westen Deportierte, darunter etliche Christen, die weiterhin ihren Glauben ausüben konnten, angesiedelt.

### Das späte 3. Jahrhundert – Unruhen und Abwehr der Römer
Nach Schapurs Tod (270 oder 272) kam es offenbar, wie die spätere Entwicklung zeigt, zu Problemen bei der Nachfolgeregelung. Schapurs jüngster Sohn bestieg als Hormizd I. den Thron, wobei die Anrechte seiner älteren Brüder vorerst unberücksichtigt blieben. Hormizd betrieb eine ähnlich tolerante Religionspolitik wie sein Vater, wobei er aber auch den zoroastrischen Oberpriester Kartir förderte. Ansonsten ist über seine kurze Regierungszeit kaum etwas bekannt.
Hormizds Nachfolger wurde anschließend sein Bruder Bahram I. (273–276). In der Regierungszeit Bahrams I. und in der anschließenden Zeit seines Sohns und Nachfolgers Bahram II. (276–293) wurden die Manichäer, die recht starken Zulauf erhielten, dann wiederholt verfolgt. Ihr Religionsstifter Mani wurde schließlich gefangen genommen und 276/77 hingerichtet.
Diese zeitweilige Abkehr von der zuvor toleranten Religionspolitik steht im Zusammenhang mit der Anlehnung Bahrams I. und speziell Bahrams II. an den bereits erwähnten Kartir, der vor allem in der Regierungszeit Bahrams II. großen Einfluss entwickelte. Hierbei hat wohl eine Rolle gespielt, dass konkurrierende Ansprüche anderer Söhne Schapurs abgewehrt werden mussten und daher die Unterstützung eines Teils des Adels und des zoroastrischen Klerus benötigt wurde.

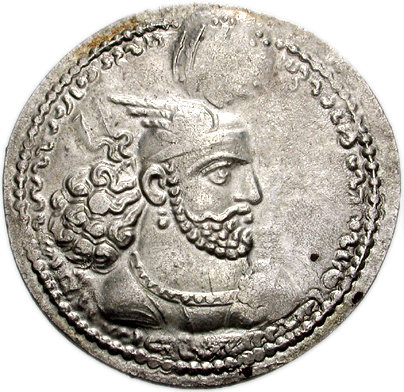
Münze mit dem Bildnis Bahrams II.

Bahram II. musste sich mehrerer Bedrohungen erwehren, so eines recht massiven Angriffes der Römer unter Kaiser Carus im Jahr 283, der offenbar sogar Ktesiphon plündern konnte, aber kurz darauf verstarb. Die zumindest kurzzeitigen römischen Erfolge waren wohl durch innere Unruhen in Persien begünstigt worden, wo Bahram II. mit einer jahrelangen Rebellion im Osten des Reiches zu kämpfen hatte, wo sich sein Verwandter Hormizd (ein Bruder oder Vetter Bahrams) erhoben hatte. Details sind zwar nicht bekannt, doch belegt der gescheiterte Usurpationsversuch die angespannte Lage im Sassanidenreich hinsichtlich der Königsnachfolge nach Schapurs Tod. Der Herrschaftsanspruch Bahrams I. und seines Sohnes Bahram II. war offensichtlich nicht unangefochten. Der Sohn und Nachfolger Bahrams II., Bahram III., wurde sogar 293 nach einer nur wenige Monate dauernden Herrschaft gestürzt und durch seinen Großonkel Narseh ersetzt.
Narseh (293–302) war ein Sohn Schapurs I., der 20 Jahre zuvor übergangen und bei seiner Rebellion von mächtigen Adeligen unterstützt worden war. Er konnte auf eine lange Amtszeit als Gouverneur zurückblicken, hatte so reichlich Regierungserfahrung gesammelt und betrieb eine tolerantere Religionspolitik als seine direkten Vorgänger. In der Regierungszeit des römischen Kaisers Diokletian nahm Narseh aber auch den Krieg mit Rom wieder auf. Persische Truppen stießen 296 in Armenien auf römisches Gebiet vor und konnten anfangs Erfolge verbuchen. Nach einer schweren Niederlage bei Satala gegen den Caesar (Unterkaiser) Galerius im Jahr 297 (oder 298?) musste Narseh jedoch im Frieden von Nisibis einige Gebiete im nördlichen Mesopotamien und fünf Satrapien östlich des Tigris abtreten. Zudem war das strategisch wichtige Armenien dem sassanidischen Einfluss entglitten; die Römer setzten dort einen ihnen genehmen Arsakidenprinzen ein. Hierbei spielten auch Konflikte innerhalb der armenischen Aristokratie eine wichtige Rolle, da sich die verfeindeten Parteien an Römer bzw. Sassaniden anlehnten. Insgesamt sollten noch bis 428 arsakidische Könige über das Land herrschen.
Das Sassanidenreich hatte sich im 3. Jahrhundert erfolgreich als Gegengewicht zum Römischen Reich im Osten etabliert. Die teilweise sehr beachtlichen militärischen Erfolge genügten zwar nicht, die Grenzen dauerhaft zu verschieben, aber auch römische Erfolge konnten das Sassanidenreich nicht in existenzielle Bedrängnis bringen. In diesem Zusammenhang dürften manche persischen Angriffe auch zur vorbeugenden Abwehr gedient haben, denn Mesopotamien, an der unmittelbaren Grenze zum Imperium gelegen, war das wirtschaftliche und politische Herz des Sassanidenreichs, dies galt speziell für die alte Kulturlandschaft des unteren Mesopotamiens. Eroberungen westlich des Euphrat scheinen die Könige nach heute vorherrschender Ansicht zudem nicht angestrebt zu haben. Im Inneren wiederum bedeutete die teilweise nun engere Anlehnung an den zoroastrischen Klerus keine Aufgabe der Königsgewalt; beide, Königtum und zoroastrische Priester, waren vielmehr aufeinander angewiesen.

### Der Abwehrkampf der Sassaniden im Osten

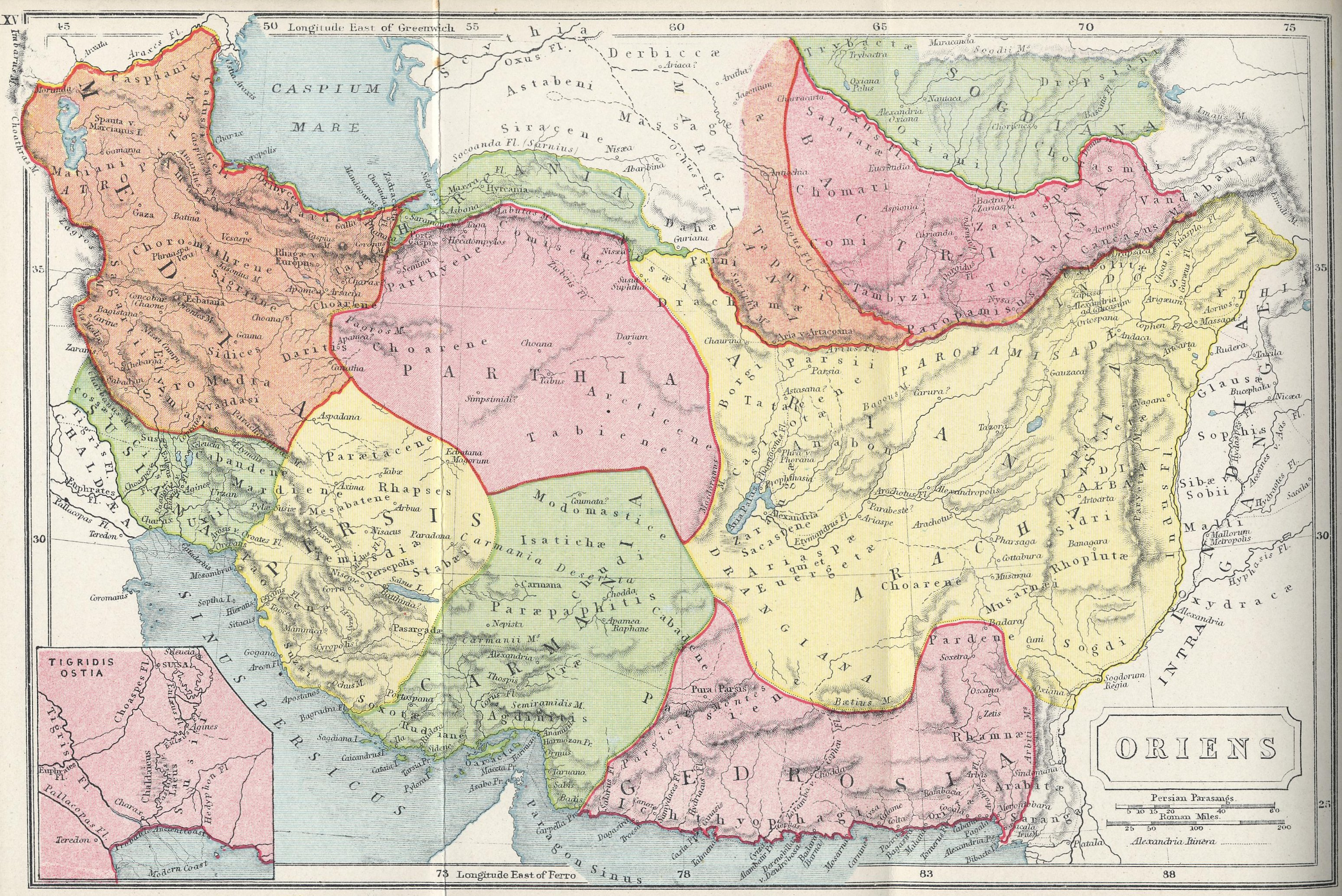
Persien (Iran) und angrenzende Gebiete im Altertum

Die Sassaniden hatten, ganz ähnlich wie die Römer, nicht nur an einer Front zu kämpfen. Auch das Neupersische Reich musste sich, wie schon die Parther, gegen nomadische Eindringlinge aus den Steppen des spätantiken Zentralasiens zur Wehr setzen: Die Pässe des Kaukasus mussten ebenso verteidigt werden (siehe beispielsweise das strategisch bedeutende Derbent) wie die stets gefährdete Nordostgrenze, wo die Sassaniden zunächst gegen die Kuschana und Saken zu kämpfen hatten. Die Grenze zu den Völkern Innerasiens wurde ungefähr durch den Oxus markiert. Nicht selten erwiesen sich diese Völker als eine ernsthafte Bedrohung. Dieses grundsätzliche „strategische Dilemma“ (James Howard-Johnston), also die Angst vor einem Zweifrontenkrieg und schlimmstenfalls sogar einem Bündnis zwischen den Römern im Westen und den jeweiligen Feinden an der Nordostgrenze, prägte die persische Außenpolitik über Jahrhunderte.
Das Sassanidenreich lag an der Schnittstelle zwischen Ost und West. Man sah die Welt in drei große Reiche unterteilt, wobei Iran (Ērān) gegen Rom (Hrōm/Rūm) und Transoxanien (Tūrān) stand. Die Sassaniden nahmen für sich in Anspruch, die wichtigsten Teile der zivilisierten Welt unter ihrer Herrschaft in ihrem Reich Ērānšāhr vereinigt zu haben (der Begriff in seiner Bedeutung für einen geschlossenen Herrschaftsbereich entstand auch erst in sassanidischer Zeit). Das bedeutete nicht, dass ganz Anērān, also die nicht von Iranern bewohnten Gebiete, tatsächlich unterworfen werden musste, aber es sollte möglichst die Oberhoheit von Ērān anerkennen. Diese Ideologie diente nicht zuletzt der Untermauerung des Herrschaftsanspruches der Sassanidenkönige, der „Herrscher der sieben Weltgegenden“.
Stets waren die Sassaniden bemüht, zumindest an einer Front Frieden zu halten, um an der anderen Handlungsfreiheit zu gewinnen. Immer wieder versuchten sie, ihre Gegner in Ost und West durch Präventivkriege und Bündnisse mit gemeinsamen Feinden zu schwächen. In diesen Zusammenhang gehört auch das Bemühen der Perserkönige, gute Beziehungen mit China zu unterhalten; spätestens ab dem 5. Jahrhundert sind zahlreiche sassanidische Gesandtschaften zunächst an die Nördliche Wei-Dynastie und dann an die Sui-Dynastie bezeugt. Die chinesischen Quellen bezeichnen Persien als Bosi bzw. Po-ssu. Der Sohn des letzten Großkönigs sollte schließlich an den Hof der Tang-Dynastie flüchten.
Der westliche Teil des Kuschanreiches wurde vielleicht schon von Ardaschir I. besetzt. Jedenfalls sind bis etwa 360 mehrere Kronprinzen der Sassaniden belegt, die den Titel Kuschanschah („König der Kuschan“) trugen und als Gouverneure im Osten fungierten (Kuschano-Sassaniden). Zuvor hatten mehrere Sassanidenprinzen auch als Sakanschah, als „König der Saken“, in Sīstān fungiert, bevor der Titel im 5. Jahrhundert seine Bedeutung verlor. Mancher Kuschanschah, wie ein Bruder Bahrams II. namens Hormizd, nutzte diese Position als Quasi-Vizekönig für einen Usurpationsversuch aus. Der letzte belegte Kuschanschah war wohl ein Bruder Schapurs II., der bei der Belagerung von Amida im Jahr 359 anwesend war. Die Verteidigung der Nordostgrenze lag seit dem 5. Jahrhundert im Aufgabenbereich eines Militärkommandeurs, dessen Titel kanārang lautete und der seinen Sitz in Nischapur hatte.
Um 350 fielen auch die Chioniten in das östliche Perserreich ein, die Schapur II. aber abwehren bzw. vertraglich an sich binden konnte und die anschließend unter ihrem König Grumbates beim Feldzug gegen Rom im Jahr 359 Truppen stellten. Dennoch blieb die Lage an der Nordostgrenze des Reiches fast ständig prekär. Zu Beginn des 5. Jahrhunderts folgten die Kidariten (die wohl mit den Chioniten in Verbindung stehen), gegen die die Sassanidenkönige mehrfach Feldzüge unternehmen mussten. Die Kidariten wurden im späten 5. Jahrhundert ihrerseits von den Hephthaliten (den „weißen Hunnen“) verdrängt. Diese waren ein noch gefährlicherer Gegner, da sie über ein effizientes Staatswesen verfügten, und konnten sich in den Jahren um 500 wiederholt in die inneren Angelegenheiten Persiens einmischen (siehe unten). Hinzu kamen noch andere sogenannte Iranische Hunnen, namentlich die Alchon- und Nezak-Gruppe, über die jedoch wenig bekannt ist.
Selbst nach der Zerschlagung des Hephthalitenreichs um 560 (wobei sich Reste ihrer Herrschaft jedoch im heutigen Afghanistan hielten) war die Gefahr nicht gebannt, da die Göktürken an die Stelle der Hephthaliten traten, die sogar mit dem oströmischen Kaiser Justin II. ein Angriffsbündnis eingingen (siehe Sizabulos und Turxanthos). Später kam es erneut zu Kontakten zwischen Ostrom und den Türken (siehe Tardu) und die Göktürken halfen schließlich Kaiser Herakleios im Kampf gegen Chosrau II., indem sie den Persern einen Zweifrontenkrieg aufzwangen. Nach dem Ende des Sassanidenreichs leisteten die in Transoxanien beheimateten Völkerschaften den eindringenden Arabern einige Zeit noch erbitterten Widerstand.

### Die Zeit von Schapur II. bis Yazdegerd I. (309 bis 420)
Im Verhältnis zu Rom kam es im Laufe der Zeit zu einer bemerkenswerten Wandlung: Die Römer akzeptierten die Sassaniden notgedrungen als nahezu gleichberechtigt. Für sie waren diese Perser keine Barbaren im engeren Sinne mehr (wie etwa die Germanen), sondern eine zivilisierte und gleich starke Macht. Die Parther – von den Germanen und anderen Stämmen an den Grenzen Roms ganz zu schweigen – waren so nie von den Römern angesehen worden, auch wenn bereits die Arsakiden seit Augustus als die zweite souveräne Großmacht gegolten hatten. Umgekehrt sahen die Sassaniden die Römer in einem ähnlichen Licht, was die „Bruder“-Anreden in überlieferten Briefen deutlich macht:

„Ich, König der Könige, Sapor, Gefährte der Sterne, Bruder von Sonne und Mond, entbiete dem Caesar Constantius, meinem Bruder, alles Gute.“

Antwort des römischen Kaisers:

„Ich, Sieger zu Wasser und zu Lande, Constantius, allzeit Augustus, entbiete meinem Bruder, dem König Sapor, alles Gute.“

Bis zum 6. Jahrhundert hatte sich ein ausgefeiltes diplomatisches Protokoll entwickelt, das bei oströmisch-persischen Kontakten zu beachten war. So wurde es üblich, Thronwechsel im eigenen Reich dem jeweils anderen offiziell mitzuteilen, ohne dass freilich die Kampfhandlungen deswegen abbrachen. Das spätantike Persien war in diesem Sinne kein barbarischer Nachbar Roms, sondern ein prinzipiell durchaus ebenbürtiges Reich. Im diplomatischen Verkehr wurde die Metapher von den „zwei Brüdern“ hinsichtlich dem Kaiser und dem persischen šāhān šāh bzw. von den beiden „Augen der Welt“ verwendet, um dies zu betonen.

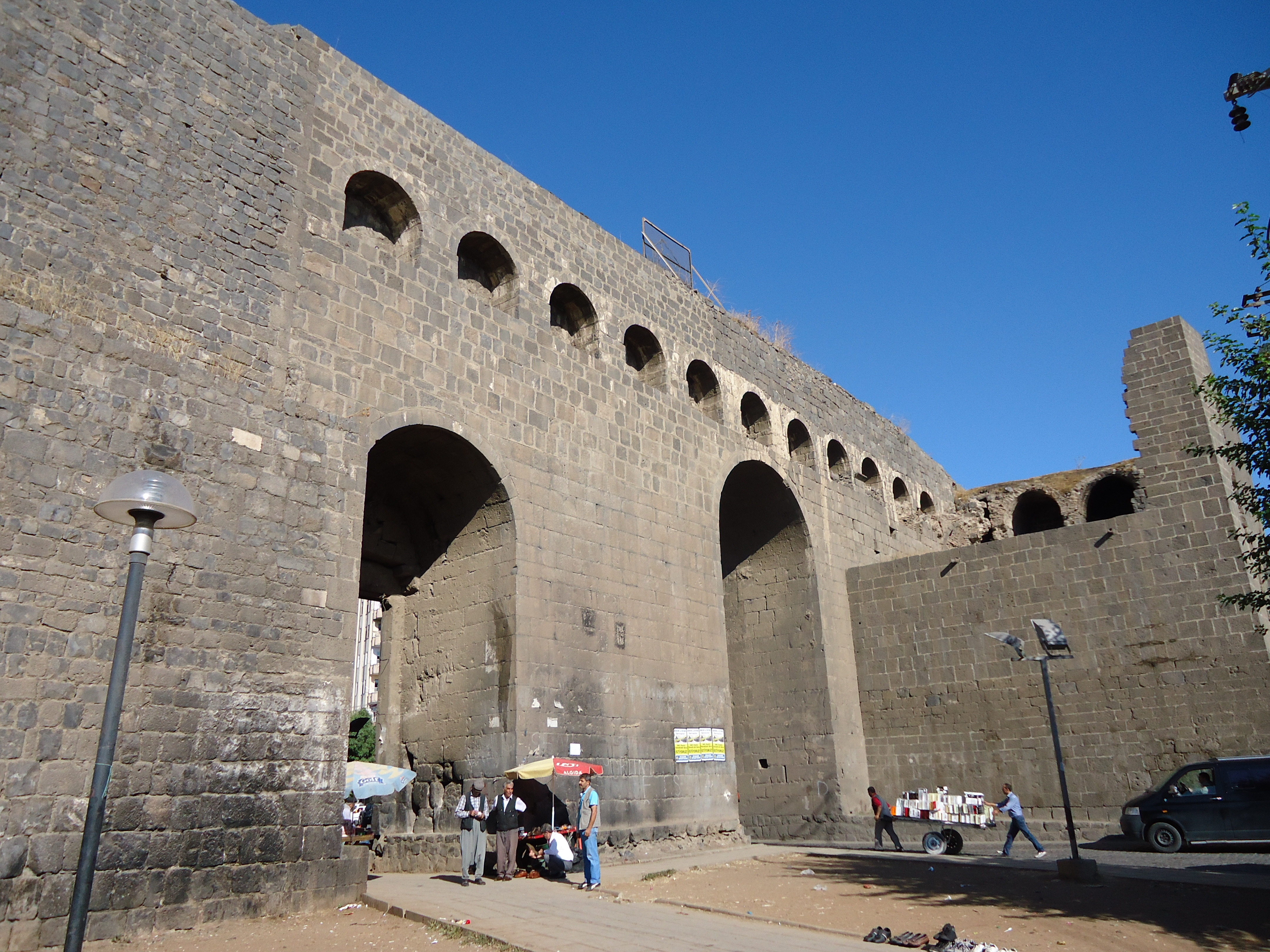
Westtor Amidas mit spätantiker Befestigung.

Als König Hormizd II. (302–309), über dessen Regierungszeit kaum etwas bekannt ist, starb, erlebte das Reich eine Schwächephase. Hormizd hatte mehrere Söhne und nun kam es zwischen den verschiedenen Hofparteien zu Machtkämpfen, wobei die Ansprüche der älteren Söhne übergangen wurden. Hormizds erst nachgeborener Sohn Schapur II. (309–379) wurde zum König bestimmt, doch konnte er erst im Jahr 325 selbst die Regierung übernehmen. Unter ihm sollte das Reich wieder erstarken und die Macht der Hofparteien zumindest eingedämmt werden. Schapur unternahm zuerst eine erfolgreiche Strafexpedition gegen arabische Stämme, die zuvor Raubzüge unternommen hatten; in diesem Zusammenhang wurde die Golfküste von den Persern besetzt.
Unter Schapur II. wurden die Christen aufgrund der Christianisierung des Römischen Reiches seit Konstantin dem Großen erstmals als Parteigänger Roms verfolgt. Der Großkönig, dessen Truppen bereits 336 in das christliche Armenien einmarschiert waren, führte seit 338 einen langen Krieg gegen die Römer unter Constantius II., der nach 337 den Ostteil des Imperiums regierte. Für diese Ereignisse steht uns ab dem Jahr 353 eine detaillierte Beschreibung des Historikers und Augenzeugen Ammianus Marcellinus zur Verfügung, der allerdings einen unglaubhaften Kriegsgrund anführt, die sogenannten „Lügen des Metrodoros“. Schapurs Ziel war es, den aus persischer Sicht schwer erträglichen Vertrag von 298 zu revidieren. Ihm gelangen nach anfänglichen Rückschlägen auch Erfolge, allerdings scheiterte er mit dem Versuch, die Stadt Nisibis zu erobern, das er dreimal belagerte (338, 346 und 350). Constantius gelang es letztlich, durch eine vorsichtige Defensivstrategie die römische Ostgrenze weitgehend zu halten (mit einem Sieg bei Singara 344), so dass Schapur die Kampfhandlungen bald abbrach.
Gleichzeitig war es um 350 an der Nordostgrenze des Sassanidenreichs wieder zu Kämpfen mit den dortigen Völkern gekommen, vor allem mit den dort nun aufgetauchten Chioniten. Schapur sah sich zu einem Feldzug im Osten gezwungen und konnte schließlich 358 die Chioniten und den Stamm der Gelaner zu einem Vertrag überreden, so dass die Perser beim nächsten Feldzug gegen die Römer auch chionitische Truppen einsetzten, wenngleich es bald wieder zum Konflikt zwischen Persern und Chioniten kam. Der persische Einfluss im Osten wurde jedenfalls nicht unerheblich beschnitten, der sassanidische Nebenzweig der Kuschano-Sassaniden ging Ende des 4. Jahrhunderts unter.
359 unternahm Schapur eine großangelegte Invasion Syriens, die Ammianus ausführlich schildert, da er damals selbst in der wichtigen Festung Amida anwesend war. Sein diesbezüglicher Bericht wird in der Forschung zu den Höhepunkten römischer Geschichtsschreibung gezählt. Der Chionitenkönig Grumbates begleitete Schapur und verlor bei den Kämpfen seinen einzigen Sohn, woraufhin er Schapur zwang, die Festung zu erstürmen. Die Festung fiel schließlich nach einer Belagerung von 73 Tagen, wobei Ammianus nur mit Not entkommen konnte. Schapur hatte einen großen Sieg errungen, doch konnte er ihn nicht ausnutzen und musste den Feldzug bald darauf abbrechen.

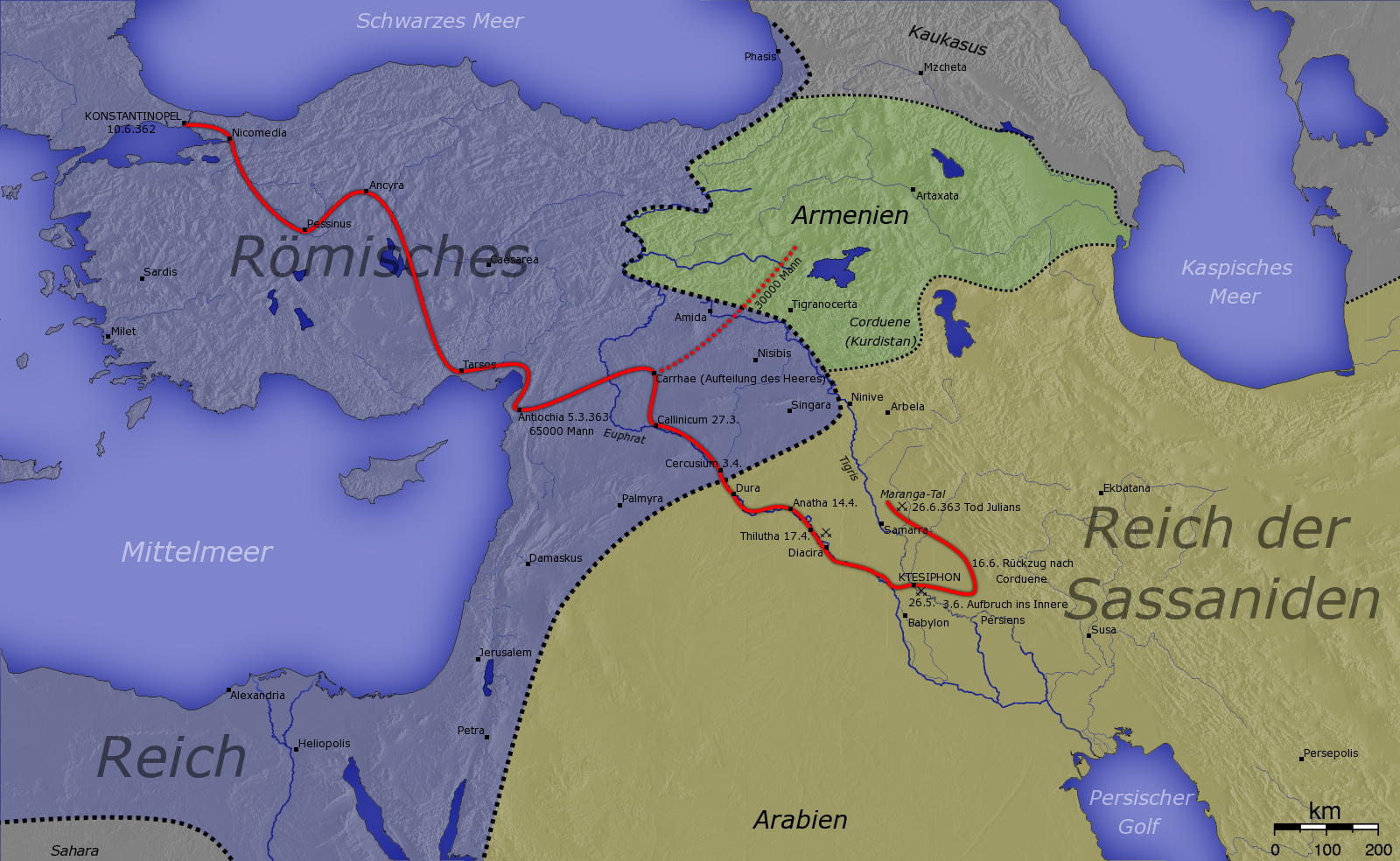
Julians Persienfeldzug

Kaiser Julian, der Nachfolger des Constantius, nahm den Perserkrieg seines Vorgängers wieder auf und rückte im März 363 mit einem starken Heer von etwa 65.000 Mann in Mesopotamien ein. Bald stand der Kaiser, dem Schapur immer wieder geschickt ausgewichen war, vor Ktesiphon. Dort aber entschied er sich zur Umkehr. Inzwischen hatte der Großkönig seine Truppen versammelt und zog den Römern entgegen. Von seinen Nachschublinien abgeschnitten, fiel Julian am 26. Juni 363 in einem Gefecht und ließ das römische Heer in einer verzweifelten Situation zurück. So musste schließlich Julians Nachfolger Jovian einem für die Römer ungünstigen Frieden zustimmen, um die Vernichtung des Heeres zu verhindern. Die Römer traten die regiones Transtigritanes und jene Gebiete in Mesopotamien wieder ab, die sie einige Jahrzehnte zuvor unter Galerius erobert hatten, so dass Schapur die Grenzen wieder nach Westen vorschieben konnte. Zudem fiel nun Nisibis an die Sassaniden. Ein Streitpunkt blieb Armenien, wo weder die Perser noch die Römer eine endgültige Entscheidung herbeiführen konnten. Das war auch in der Regierungszeit von Ardaschir II. (379–383) der Fall.
Schapur III. (383–388) vereinbarte mit dem römischen Kaiser im Osten, Theodosius I., wohl im Jahr 387 die Teilung des stets umstrittenen Armenien, wobei die erstarkte Stellung Persiens auch dadurch deutlich wurde, dass die Sassaniden rund vier Fünftel des Landes (Persarmenien) erhielten. Mit den Lösungen in Nordmesopotamien und Armenien scheinen auch die Römer zufrieden gewesen zu sein, so dass es im fünften Jahrhundert zu einer weitgehend friedlichen Koexistenz der beiden Großmächte kam, die nur von zwei kurzen Kriegen unter Theodosius II. unterbrochen wurde. In der Regierungszeit Bahrams IV. (388–399) kam es 395 zu einem Einfall von Hunnen, welche die Kaukasuspässe passierten und bis tief nach Mesopotamien eindrangen, während eine andere Gruppe auf römisches Gebiet vordrang; beide Gruppen konnten schließlich vernichtet werden. Das Gefühl einer gemeinsamen Bedrohung durch hunnische Völkerschaften dürfte dazu beigetragen haben, dass die persisch-römischen Beziehungen um 400 geradezu herzlich wurden.
Es ist auffällig, dass die drei Könige nach Schapur II. mit erheblichen inneren Widerständen zu kämpfen hatten. Gegen Ardaschir II. hatte sich Schapur III. erhoben, der ebenso wie Bahram IV. einer Verschwörung zum Opfer fiel. Offenbar war der Einfluss des Hofadels weiterhin groß und konnte dem jeweiligen König leicht zum Verhängnis werden, wenn er seine Interessen bedroht sah, wie auch die nachfolgende Entwicklung zeigt. In diesem Sinne musste der jeweilige König nicht zwingend auf den Adel in seiner Gesamtheit Rücksicht nehmen (zumal dieser keinen einheitlichen Block darstellte und verschiedene Adelsgruppen auch in Konkurrenz zueinander standen), wohl aber dessen Teil, der über ausreichend Einfluss am Hof verfügte und dessen Mitglieder teils hohe Posten in Verwaltung und Militär bekleideten. Diesen in die jeweilige königliche Politik einzubinden, gelang offenbar nicht immer.

Der römisch-persische Grenzraum im späten 4. Jahrhundert.

In der Regierungszeit von Yazdegerd I. (399–420) setzte eine Phase der Entspannung für die Minderheiten in Persien ein. Yazdegerd erwies sich als ein religiös aufgeschlossener Herrscher, der Christen und Juden durchaus respektierte. Das Christentum gewann in dieser Zeit an Boden (Konzil von Seleukia im Jahr 410), wenngleich es weiterhin gelegentlich zu Verfolgungen kam – zumindest teilweise als Reaktion auf christliche Provokationen. So kam es um 420 zu einer (begrenzten) Verfolgung, nachdem ein Bischof einen Feuertempel zerstört hatte und sich weigerte, Wiedergutmachung zu leisten. Aufgrund seiner ansonsten toleranten Haltung, die dem zoroastrischen Klerus missfiel, erhielt Yazdegerd I. später in der persischen Überlieferung den Beinamen „der Sünder“. Hierbei handelt es sich offenbar um religiös begründete Propaganda des zoroastrischen Klerus, der um seinen Einfluss fürchtete; ebenso hatte sich Yazdegerd um eine Eindämmung der Macht des Hochadels bemüht. Der König nutzte offenbar politische Spielräume und stilisierte sich bewusst als guter Herrscher; dies belegen Münzprägungen, wo der Begriff ramsahr benutzt wurde (etwa „der den Frieden in seinem Reich bewahrt“), wobei an ältere Vorstellungen im Avesta angeknüpft wurde.

### Von Bahram V. bis Kavadh I. – Grenzkriege und innere Unruhen (420 bis 531)
Nach dem Tod Yazdegerds I. wurde dessen Söhnen die Königswürde aufgrund der Unbeliebtheit des Vaters (zumindest bei der zoroastrischen Priesterschaft und Teilen des Adels) zunächst verweigert. Ein Sohn namens Schapur wurde ermordet und ein weiterer Sohn, Bahram, übergangen. Stattdessen bestieg zunächst Chosrau, ein Prinz aus einer sassanidischen Nebenlinie, den Thron. Bahram erkämpfte sich den Thron jedoch mit Hilfe der arabischen Lachmiden, die eine bedeutende Rolle in der persischen Grenzverteidigung gegen Rom spielten, zurück, wenngleich er auch einige Kompromisse mit dem mächtigen Adel eingehen musste.
Dennoch entwickelte sich Bahram V. Gor (420–438) zu einem bedeutenden König, wenngleich seine politische Bilanz teils gemischt betrachtet wird. In persischen Erzählungen galt er als Frauenheld und großer Jäger, der über unbändige Kraft verfügte. In der orientalischen Überlieferung wird er ausgesprochen positiv bewertet und wie kaum ein anderer Sassanidenherrscher gelobt. Während seiner Regierungszeit musste sich Bahram, nachdem es gleich zu Beginn zu einem kurzen, aber recht heftigen Krieg mit Ostrom gekommen war (bis 422), vor allem um den Schutz der Nordostgrenze kümmern, wo nomadische Völker die Sicherheit des Reiches bedrohten. In dieser Zeit tauchten vielleicht erstmals die Hephthaliten auf, die Bahram 427 schlagen konnte; wahrscheinlicher ist jedoch, dass es sich hierbei um die Kidariten handelte (eine andere Gruppe der Iranischen Hunnen), gegen die Bahram einen größeren Feldzug unternahm.
Die Regierungszeit von Bahrams Sohn Yazdegerd II. (439–457) war ebenfalls vom Abwehrkampf an der Ostgrenze geprägt, die er gegen die Kidariten sichern musste. Eine militärische Konfrontation mit dem römischen Kaiser Theodosius II., die sich wahrscheinlich an verweigerten römischen Tributen entzündet hatte, dauerte dagegen 441 nur wenige Wochen. Um 450 mussten die Sassaniden einen gefährlichen Aufstand in Persarmenien niederschlagen, der sich an religiösen Fragen entzündet hatte. Die strengere Haltung in religiösen Fragen ist wohl zumindest teilweise auf die Politik Mihr-Narsehs zurückzuführen, des obersten Hofministers (wuzurg-framadar), der über Jahrzehnte am Hof über großen Einfluss verfügte. Yazdegerd II. war der erste Sassanidenkönig, der die Titulatur Kay auf Münzen prägen ließ, womit eine Verbindung zur mythischen Kayanidendynastie der iranischen Frühzeit konstruiert wurde.

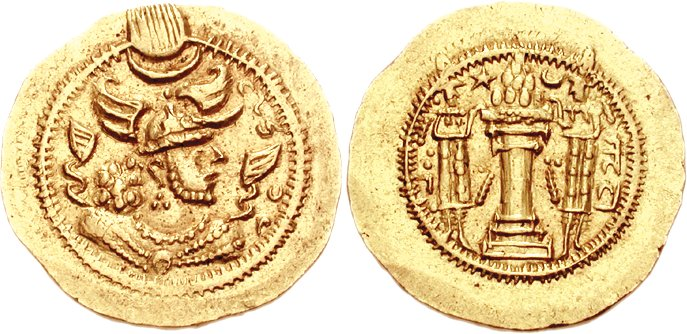
Münze Peroz’ I.

Nach der nur kurzen Regierungszeit Hormizds III. (457–459) gelangte dessen Bruder Peroz I. (459–484) im Zuge eines Bürgerkriegs auf den Thron. Unter Peroz wurde schließlich die jetzt von der orthodoxen Kirche des Römerreiches getrennte „nestorianische“ assyrische Kirche des Ostens die prägende christliche Kirche in Persien (Synode von Gundischapur 484). Damit endeten im Wesentlichen die Christenverfolgungen, zumal die assyrische Kirche der oströmischen Reichskirche in Konstantinopel feindlich gegenüberstand. Die Großkönige scheinen seither keine Kollaboration zwischen den Christen und Rom mehr befürchtet zu haben; nur in Persarmenien kam es fortan noch zu systematischen, politisch motivierten Verfolgungen. Der Abfall vom Zoroastrismus blieb prinzipiell ein Kapitalverbrechen. Im Osten gelang es Peroz, die Kidariten im Jahr 467 entscheidend zu schlagen, doch blieb die Lage am Oxus aufgrund anderer Nomadengruppen weiterhin angespannt. Bald darauf war Peroz in schwere Kämpfe mit den Hephthaliten verwickelt.

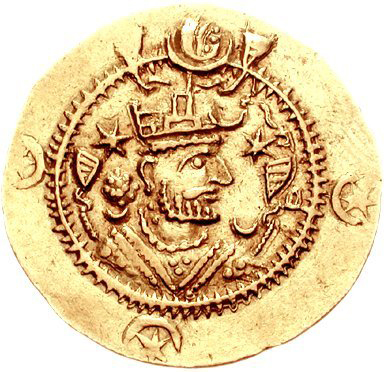
Bildnis Kavadhs I. auf einem Dinar

Im 5. Jahrhundert waren die Beziehungen zu den Römern, wie erwähnt, zumeist friedlicher Natur, da nicht nur die Kaiser, sondern auch die Perser Probleme an anderen Fronten hatten. 484 fiel König Peroz im Kampf gegen die Hephthaliten, die zeitweise sogar Tribute von den Sassaniden empfangen hatten – ein Tiefpunkt der sassanidischen Geschichte. Allerdings spielten die Hephthaliten auch eine Rolle bei der Thronbesteigung Kavadhs I. (488–496 und wieder von 499–531), als er mit ihrer Hilfe seinen Konkurrenten Balasch (484–488) entmachten konnte. In Kavadhs Regierungszeit kam es aber auch zu inneren Wirren. Diese wurden ausgelöst durch die teils religiöse, teils „sozialrevolutionäre“, von Teilen der unteren Bevölkerungsschichten getragenen Bewegung der Mazdakiten. Letztlich konnte sich das Königtum jedoch behaupten. Kavadh, der zwischenzeitlich von einem Teil des Adels gestürzt und durch Zamasp (496–499) ersetzt worden war, aber mit Hilfe der Hephthaliten wieder an die Macht kam, gelang es, die Stellung der Zentralregierung gegenüber den mächtigen Adelsfamilien zu stärken.

Der römisch-persische Grenzraum um 500.

Die innere Krise scheint die militärische Schlagkraft der Perser kaum beeinträchtigt zu haben: 502 brach ein Krieg gegen die Römer unter Kaiser Anastasios I. aus; wieder ging es um verweigerte kaiserliche Jahrgelder. 503 gelang den Persern die Einnahme der wichtigen Stadt Amida am Tigris; der oströmische Gegenschlag (die Armee dürfte gut 50.000 Mann umfasst haben) scheiterte an der Uneinigkeit der Generäle. Doch konnten die Römer die Lage schließlich stabilisieren, und Kavadh musste sich zudem wieder seiner Nordgrenze zuwenden, wo hunnische Völker erneut angegriffen hatten. Der Krieg mit Ostrom flammte nach einem Waffenstillstand (506) und einer zwischenzeitlichen Entspannung der Beziehungen im Jahr 526 wieder auf und zog sich über mehrere Jahre hin, wobei die Hauptkampfhandlungen zunächst in Mesopotamien stattfanden; später wurde auch im Kaukasusraum gekämpft. Als Kavadh I. 531 starb, dauerten die wechselvollen Kämpfe noch immer an. Nachfolger wurde sein Lieblingssohn, der sich schließlich zum größten und berühmtesten Sassanidenkönig und einem der bedeutendsten Herrscher der gesamten Spätantike entwickeln sollte: Chosrau I.

### Chosrau I. Anuschirvan – auf dem Höhepunkt der Macht

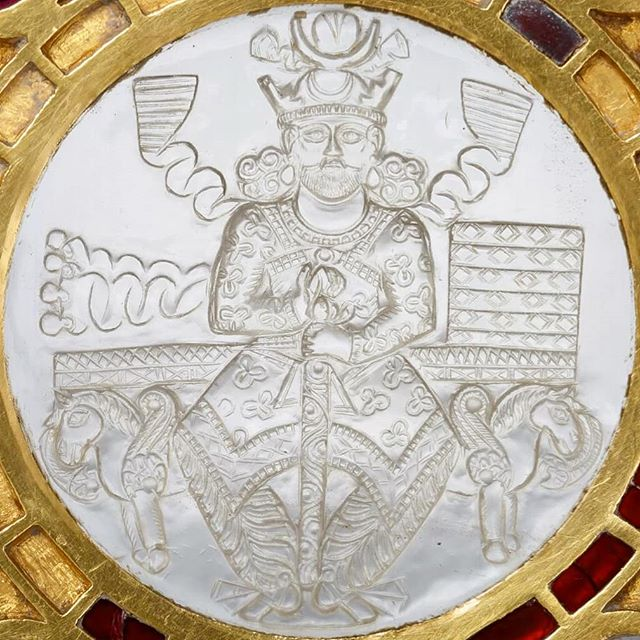
Chosrau I. (sassanidische Darstellung), Cabinet des Medailles, Paris

Großkönig Chosrau I. Anuschirvan („mit der unsterblichen Seele“; 531–579) war der große Gegenspieler des nicht minder bedeutenden oströmischen Kaisers Justinian. Während Chosraus Herrschaft erreichte das Reich seine größte Blüte, er selbst lebt in der Sagenwelt des Orients weiter, während sein Name als Kisra bei den Arabern bis heute ein Synonym für „König“ ist (ähnlich wie Caesar als „Kaiser“ im Deutschen).
Zunächst schloss Chosrau 532 den sogenannten (und von hohen einmaligen Geldzahlungen an die Perser begleiteten) Ewigen Frieden mit Kaiser Justinian. Doch bereits 540, als die Bedrohung durch die Hephthaliten schwand, brachen erneut Kampfhandlungen zwischen Römern und Persern aus, für die das umfassende Geschichtswerk des Prokopios von Caesarea als unsere wichtigste Quelle dient. Von den Oströmern wurde Chosrau (Chosroes in den griechischsprachigen Historien des Prokopios) als gefährlicher Feind betrachtet; Prokopios beschreibt denn auch den Charakter des Königs und seine Handlungen negativ. In der orientalischen Überlieferung (Tabari u. a.) wird er hingegen überaus positiv geschildert, wobei seine Klugheit, Toleranz und militärische Fähigkeiten hervorgehoben werden. Es entstanden prächtige Bauwerke und der Ruf des gebildeten Großkönigs als Patron der Künste und Wissenschaften drang bis nach Athen: Nach der Schließung der Akademie von Athen im Jahr 529 suchten die letzten heidnischen Neuplatoniker 531 kurzzeitig Zuflucht im Perserreich.
Der 532 abgeschlossene Frieden mit Justinian hatte nur acht Jahre Bestand. 540 nutzte Chosrau die Gunst der Stunde und brach den Vertrag. Er marschierte mit starken Truppenverbänden in Syrien ein, während Justinians Truppen in Italien im Gotenkrieg gebunden waren. Die Römer konnten den Vorstoß nicht unterbinden, so dass sogar die Weltstadt Antiochia am Orontes von den Persern erobert und geplündert wurde; auf demselben Kriegszug machte Chosrau auch in anderen oströmischen Städten reiche Beute und deportierte Zehntausende nach Persien. Justinian sah sich nun gezwungen, den Krieg gegen die Perser wieder aufzunehmen und entsandte seinen magister militum Belisar in den Osten. Der Kriegsschauplatz erstreckte sich dabei von Lazika am Schwarzen Meer bis nach Mesopotamien. In den von (regional beschränkten) Waffenstillständen kurzzeitig unterbrochenen verlustreichen Kämpfen konnte keine Seite einen entscheidenden Vorteil erzielen. Römer und Sassaniden schlossen schließlich 562 erneut Frieden, wobei Justinian diesmal Tributzahlungen zustimmen musste, aber dafür die Kontrolle über Lazika behielt.

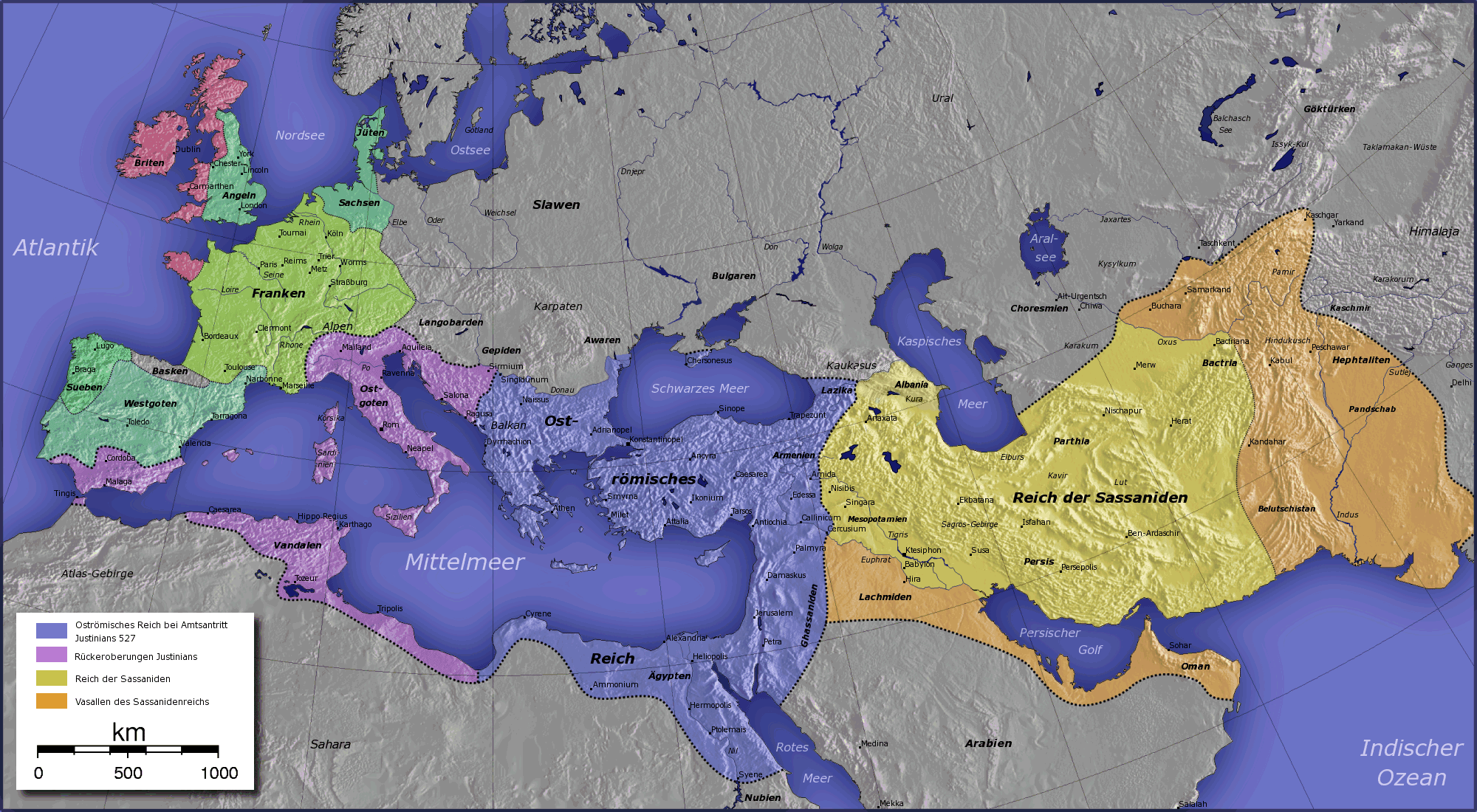
Das Sassanidenreich und die spätantike Mittelmeerwelt etwa zur Zeit Chosraus I.; die Grenzen der Randgebiete des Sassanidenreiches waren allerdings fließend.

Im Nordosten vernichtete Chosrau mit Hilfe der Kök-Türken unter Sizabulos/Istämi um 560 das Reich der Hephthaliten, woraufhin allerdings die Türken wenig später deren Platz als Feind der Perser einnahmen. 572 kam es unter Justinians Nachfolger Justin II. erneut zu Kampfhandlungen, nachdem der Kaiser vereinbarte Zahlungen eingestellt hatte. Die Römer verbündeten sich zeitweise mit den Türken unter Sizabulos und verwickelten Chosrau so in einen gefährlichen Zweifrontenkrieg; es gelang den Sassaniden jedoch, die erste Phase des Krieges bis 573 souverän für sich zu entscheiden und beiden Feinden schwere Verluste zuzufügen. Aufgrund des Verlusts der wichtigen Festung Dara 573 erlitt Justin II. sogar einen Nervenzusammenbruch, so dass die Regierungsgeschäfte von dem späteren Kaiser Tiberios I. geleitet wurden. Allerdings mussten die Perser nach den großen Anfangserfolgen 575 (oder 576) bei Melitene ihre seit langem schwerste Niederlage gegen die Römer hinnehmen; Chosrau konnte nur mit Mühe entkommen. Doch brachte der römische Sieg keine Entscheidung, der Krieg zog sich für beide Seiten in die Länge und war geprägt von Vorstößen und Gegenangriffen an der Front.
Gegen Ende seiner langen Herrschaft gelang es dem König, auch an der Südküste des Persischen Golfes und in Südarabien Fuß zu fassen, nachdem das christliche Königreich Aksum zuvor mit oströmischer Unterstützung in Himyar interveniert hatte. Oman und Jemen wurden um 570 persisch, was auch im Hinblick auf die dort verlaufenden Handelsrouten des Indienhandels von Bedeutung war. Im Inneren konnte Chosrau offenbar wenigstens zeitweise die Position des Königtums gegenüber dem Adel stärken und mehrere Reformen in Angriff nehmen. So wurde ein neues Steuersystem eingeführt, das vielleicht an das komplizierte Steuersystem des spätrömischen Reiches angelehnt war, und vier große Armeedistrikte wurden geschaffen. Allerdings scheint sich bereits in den 570er Jahren ein Scheitern der Reformen abgezeichnet zu haben, zudem erwies sich vielleicht gerade die letztgenannte Maßnahme als wenig glücklich, da die Armeekommandeure große Macht erhielten und zudem nach der Zerschlagung einer der Hauptarmeen an der Grenze der Weg ins Innere des Reiches frei war (siehe Islamische Expansion, bei der genau dieser Fall eintrat). Als Chosrau starb, hinterließ er ein sehr mächtiges, aber auch von den langen Kriegen erschöpftes Reich.

### Chosrau II. Parwez und der Perserkrieg des Herakleios

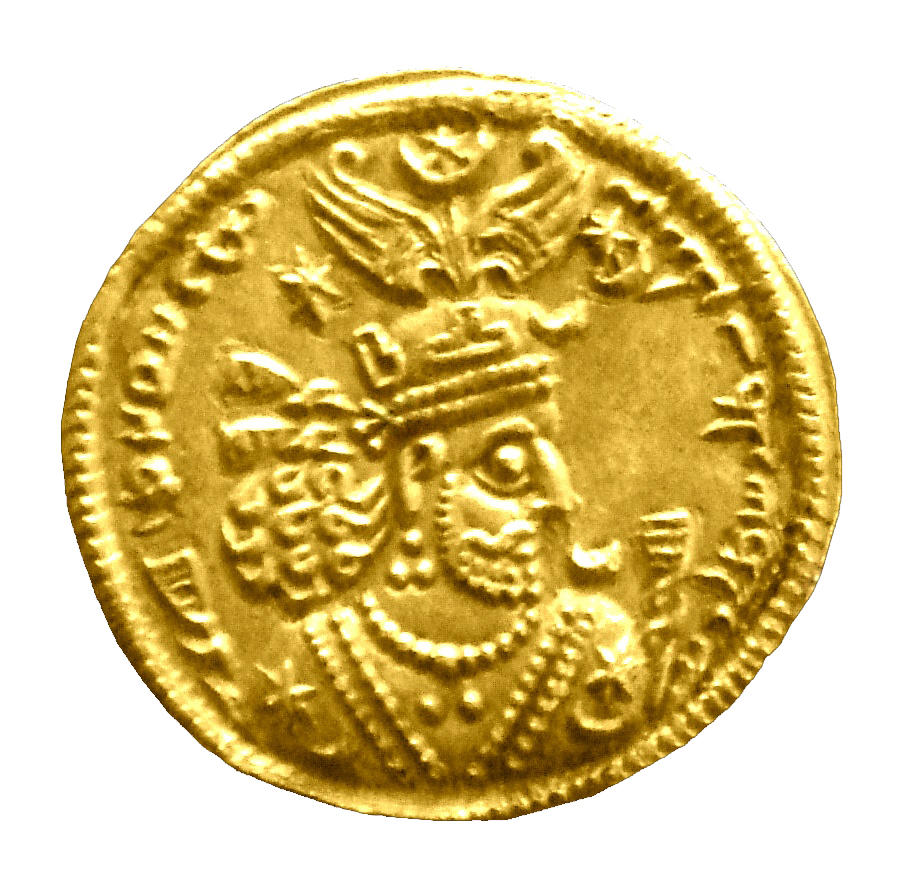
Darstellung König Chosraus II. auf einer 1,5 Dinar Goldmünze.

Chosraus Sohn Hormizd IV. (579–590) führte den seit 572 andauernden Krieg gegen Ostrom mit wechselndem Erfolg fort und musste sich weiterhin auch der Türken an der Nordostgrenze erwehren. Im Inneren versuchte er sich bei der Bevölkerung beliebt zu machen. Dabei beging er jedoch den Fehler, gegen den Adel und die zoroastrischen Priester vorzugehen, zudem scheint er seinen Generalen misstraut zu haben. So wurde er 590 infolge einer Adelsrevolte gestürzt und durch seinen Sohn Chosrau ersetzt. Dieser musste jedoch sehr bald vor einem Usurpator, dem fähigen General Bahram Tschobin, ausgerechnet zu den Römern fliehen und erlangte seinen Thron 591 nur mit Hilfe des Kaisers Maurikios zurück, wofür die Römer erhebliche Gebiete (zurück-)erhielten.
Chosrau II. Parwez („Sieger“; 590–628) gilt als der letzte bedeutende Sassanidenherrscher. In den ersten 10 Jahren seiner Herrschaft waren die Beziehungen zum Westen so friedlich wie nie zuvor. Vermutlich war der Großkönig sogar von Kaiser Maurikios adoptiert worden. Im Inneren war Chosrau in religiöser Hinsicht tolerant, zahlreiche Christen sind an seinem Hof nachgewiesen. Dazu gehörten neben seiner Lieblingsfrau Schirin unter anderem sein oberster Finanzbeamter Yazdin, der den Staatshaushalt sanierte und Chosrau sprudelnde Einnahmen bescherte, und der königliche Leibarzt Gabriel von Schiggar.

Der römisch-persische Grenzraum zur Zeit Chosraus II.

Nach dem Sturz von Kaiser Maurikios im Jahr 602 schien für Chosrau der Moment gekommen zu sein, sich auch als Kriegerkönig zu stilisieren und die Unruhe im Imperium zu nutzen. Von 603 bis 629 tobte zwischen Oströmern und Sassaniden „der letzte große Krieg der Antike“ (James Howard-Johnston). Chosrau II. präsentierte einen angeblichen Sohn seines ermordeten Gönners und seine Truppen fielen Anfang 603 in oströmisches Gebiet ein. Die Gelegenheit schien günstig zu sein, zumal die Lage an der persischen Nordostgrenze ruhig war, da der türkische Khagan Tardu durch innere Unruhen in der Steppe gebunden war. Die Römer waren derweil vorerst mit sich selbst beschäftigt: Während der (den Quellen nach) tyrannisch regierende Kaiser Phokas, der Mörder des Maurikios, von Herakleios 610 gestürzt und getötet wurde, fielen persische Truppen in Syrien ein und drangen bis nach Kleinasien vor. 614 eroberten die Perser – offenbar mit Hilfe einheimischer Juden – Jerusalem und führten das angebliche Kreuz Christi fort, 615/16 erreichten persische Truppen zeitweilig Chalkedon. Seit 619 standen sassanidische Truppen in Ägypten, der Kornkammer Ostroms, und drangen im Westen bis in die Barka (möglicherweise bis vor Tripolis), im Süden (auf der Suche nach Gold) bis in den Sudan vor.

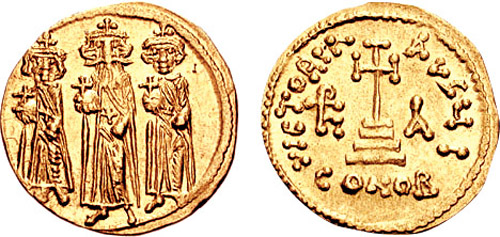
Solidus des Herakleios mit seinen Söhnen Konstantin III. und Heraklonas.

Während die Sassaniden in den vorangegangenen drei Jahrhunderten niemals ernsthaft versucht hatten, ihren Machtbereich im Westen über Armenien und Mesopotamien hinaus auszuweiten, brach Chosrau angesichts der militärischen Erfolge nun mit dieser Politik: Syrien und Ägypten wurden um 620 als dauerhafte Eroberung administrativ in das Perserreich integriert, ebenso wie es Jahrzehnte zuvor bereits mit Jemen und Oman geschehen war. Für Ägypten ist dies aufgrund von Papyrusfunden gesichert. Und ungeachtet der sehr schlechten Überlieferungslage ist dies auch für Syrien anzunehmen, wo Caesarea nun Sitz eines marzban wurde.
Fast schien es so, als sei das Reich der Achämeniden wieder auferstanden. In mehreren Feldzügen hatten die Sassaniden die Oströmer an den Rand des Untergangs gebracht und kontrollierten einen Großteil des Reiches, bis Kaiser Herakleios 622 wieder in die Offensive ging. In drei Feldzügen, die Herakleios bis in den Kaukasus führten, gelang es ihm, wenn auch nur unter Aufbietung aller verfügbaren Kräfte, das Blatt zu wenden und mehrere persische Verbände zu schlagen. Es zeigte sich nun, dass Chosrau II. den Krieg offenbar nicht mit aller Kraft führen konnte: So standen starke Truppenverbände (eventuell sogar die besseren) in Ägypten, die sich nicht am Kampf gegen Herakleios beteiligten, zumal Chosrau seinen hochadligen Kommandeuren, wie dem fähigen General Schahrbaraz, wohl nicht ernsthaft vertraute. Eine persische Großoffensive, die mit der Belagerung von Konstantinopel 626 durch die mit den Persern verbündeten Awaren verbunden war, scheiterte, zumal die Perser nicht auf das europäische Ufer übersetzen konnten.
Herakleios konnte mit seiner flexiblen Kriegsführung Erfolge verbuchen: Mehrmals manövrierte er persische Verbände aus bzw. besiegte feindliche Einheiten. Er stellte wiederholt seine militärischen Fähigkeiten unter widrigen Umständen unter Beweis. Entscheidend für die persische Niederlage war letztlich aber wohl das Eingreifen der Türken in den Krieg auf Seite von Herakleios, der diplomatische Kontakte zu ihnen aufgenommen hatte und 627 sein Vorgehen mit ihnen koordinierte. Der türkische Großangriff, der das Kernland des Reiches bedrohte, führte nun dazu, dass die Perser einen Zweifrontenkrieg führen mussten, für den sie traditionell schlecht gerüstet waren.
Anfang Dezember 627 fügte Herakleios einem kleineren persischen Heer in der Schlacht bei Ninive eine Niederlage zu. Chosrau II., der sich in der Nähe aufhielt und von dem römischen Vorstoß überrascht worden war, musste fliehen und verlor damit sein Ansehen und seinen Rückhalt bei den Großen des Reiches, die den Krieg im Westen, der vor allem der Krone nutzte, ohnehin seit längerem skeptisch sahen. Der König wurde bald darauf (Februar 628) entthront und schließlich ermordet. Sein Sohn und Nachfolger Kavadh II., der zuvor alle seine anderen Brüder (darunter den von Chosrau und Schirin als Thronfolger vorgesehenen Sohn Mardanschah) ermorden ließ, ersuchte sofort um Frieden und bot die Räumung aller besetzen Gebiete an. Die Friedensverhandlungen erwiesen sich als recht langwierig, nicht zuletzt aufgrund der innenpolitischen Situation in Persien. Die Sassaniden gaben aber schließlich nicht nur Territorien, sondern überdies auch das Kreuz Christi zurück (629/630). Die persischen Truppen zogen sich in das Reich zurück, und ihre Anführer griffen sogleich in den Kampf um die Krone ein.
In der historiographischen Überlieferung wird der Beginn der Regierungszeit Chosraus II. und auch er persönlich positiv geschildert. Der König galt als mutig und scharfsinnig, die Pracht seines Hofes wird betont gewürdigt. Das ändert sich mit der Schilderung der zweiten Regierungshälfte, als er den Krieg gegen Ostrom beginnt, der mit dem beginnenden Niedergang seine Reiches endete, wobei der steigende Steuerdruck, das Misstrauen des Königs und der lange Krieg sich negativ auswirkten. In diesem Sinne war Chosrau für die Zerstörung der alten Weltordnung mitverantwortlich, die die gesamte Spätantike zwischen Ostrom und Persien bestanden hatte. Diese wurde infolge der arabischen Eroberungen durch eine neue Ordnung ersetzt, in der das Kalifat den Platz des Sassanidenreichs einnahm und gegen das Ostrom-Byzanz um die reine Existenz kämpfen musste.

### Das Ende der Sassaniden
Nach der Ermordung Chosraus II. und dem Tod Kavadhs II., der nur wenige Monate regierte, aber offenbar noch die Kontrolle über das Reich behaupten konnte, folgten eine Zeit der Wirren und schnell wechselnder Herrscher (Ende 628 bis 632). Es gelangten sogar zwei Frauen – eigentlich kamen nur Männer als Thronfolger in Frage – und der (möglicherweise christliche) General Schahrbaraz, der kein Sassanide war, für kurze Zeit auf den Thron. Nur Monate nachdem Schahrbaraz den sehr jungen Ardaschir III. gestürzt hatte, wurde er selbst entmachtet. Es folgten die Töchter Chosraus II., Boran und Azarmeducht, die sich ebenfalls nicht lange halten konnten. Teils parallel in verschiedenen Teilen des Reiches herrschten dann Hormizd V. und Chosrau IV., während Chosrau III. und danach Peroz II. sich zuvor nur regional durchsetzen konnten. Die Quellenüberlieferung ist für diesen Zeitraum sehr unzuverlässig; selbst die Chronologie der Herrscher ist nicht völlig gesichert. Diese Zeit der Wirren hatte offenbar einen starken Autoritätsverlust des Königtums zur Folge, so dass die königliche Zentralgewalt irreparabel Schaden erlitt, während der ohnehin vorhandene Einfluss regional mächtiger Adelsfamilien gestärkt wurde.

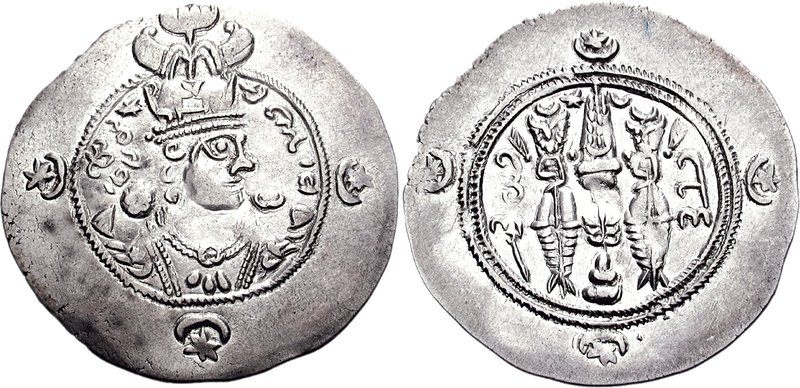
Münze mit dem Bildnis Yazdegerds III.

Das Ende des durch diese Wirren geschwächten Sassanidenreiches wurde in der Regierungszeit Yazdegerds III. (632–651) besiegelt, als die Heere der muslimischen Araber sowohl in die oströmischen Orientprovinzen als auch in das Sassanidenreich eindrangen. Dabei erwies sich auch die Beseitigung des Pufferstaates der Lachmiden durch Chosrau II. um 602 als strategischer Fehler. Die Perser leisteten jedoch durchaus entschlossen Widerstand, und zunächst waren sie der Herausforderung auch gewachsen: Ende 634 konnten die Angreifer in der sogenannten Schlacht an der Brücke bei Kufa zurückgeschlagen und aus Mesopotamien verdrängt werden; doch konnte man diesen Sieg nicht ausnutzen, da es erneut zu inneren Wirren kam. Die Araber nutzten diese aus, um sich wieder zu sammeln. 636 besiegten sie zunächst in der Schlacht am Jarmuk die Oströmer, bevor sie sich mit aller Macht gegen die Sassaniden wandten und diese in zwei blutigen Entscheidungsschlachten schlugen: zunächst 638 (Sebeos gibt den 6. Januar 638 an) in der Schlacht von Kadesia, was den Verlust Ktesiphons und Mesopotamiens zur Folge hatte, und dann 642 bei Nihawand im iranischen Herzland (siehe dazu Islamische Expansion). Bereits 639 war den Arabern nach hartem Kampf die Eroberung der wichtigen Provinz Chuzestan gelungen. Yazdegerd musste fliehen und das sassanidische Königtum verlor rapide an Ansehen, während sich einige persische Adlige bald mit den Invasoren verständigten; andere, die isoliert Widerstand leisteten, wurden militärisch besiegt. Einige Einheiten der sassanidischen Reiterei liefen später sogar zu den Arabern über; als Asāwira spielten sie militärisch eine nicht unwichtige Rolle im Kalifat und wurden auch nicht zum Übertritt in den Islam verpflichtet.
Überhaupt dürfte der Ansehensverlust der sassanidischen Dynastie seit Chosrau II. eine entscheidende Rolle für den Zusammenbruch ihres Reiches gespielt haben. Yazdegerd III. wurde (wie anhand von Münzprägungen belegbar) nicht im gesamten Reich unangefochten anerkannt und konnte sich immer nur regional Autorität verschaffen. Möglicherweise hatten bereits im Jahr 636 Teile des Heeres (genauer: die in Aserbaidschan stationierte Nordwestarmee) mit den Muslimen zusammengearbeitet; zur gleichen Zeit waren mit den letzten Lachmiden die ehemaligen arabischen Vasallen der Perser zum Islam übergetreten. Des Weiteren hatten die jahrelangen Kämpfe zwischen Persien und Ostrom beide Reiche nachhaltig geschwächt, was die arabische Eroberung wohl überhaupt erst ermöglicht hatte. Yazdegerd III. wurde 651 nahe Merw, im äußersten Nordosten seines zusammenbrechenden Reiches, von einem seiner Untergebenen getötet.
Das Sassanidenreich hatte damit aufgehört zu bestehen, auch wenn einige Regionen (so etwa Deylam) noch längere Zeit Widerstand leisteten; die Eroberung Irans kostete die Araber einen hohen Blutzoll. Auch die Islamisierung des Landes und neue Identitätsbildung schritt nur langsam voran. Erst ab etwa 900 stellten die Muslime die Mehrheit, und noch im 11. Jahrhundert sind bedeutende zoroastrische Minderheiten bezeugt; zoroastrische Feuer brannten im Südosten Irans sogar noch im 13. Jahrhundert. In einem im 9. oder 10. Jahrhundert entstandenem mittelpersischen zoroastrischen Text (Škand Gumānīg-Wizār) wurde sogar scharf gegen den Islam polemisiert.
Mehrere große Adelsgeschlechter scheinen zudem den Sturz der Sassaniden überdauert und sich mit den neuen Herren arrangiert zu haben, so dass sie in ihren jeweiligen Kernländereien teils noch bis ins Hochmittelalter herrschten und so für Kontinuität sorgen konnten. Im Gegensatz zu manch anderen von den Arabern unterworfenen Völkern behielten die Perser auch ihre Sprache bei, zumal die spätantike Kultur in Persien und den ehemaligen römischen Provinzen der arabischen zu Beginn in vielen Bereichen weit überlegen war. In der Folgezeit sind auch sogenannte „arabo-sasanidische“ Münzprägungen bekannt.
Yazdegerds Sohn Peroz entkam an den chinesischen Kaiserhof der Tang und ließ sich in Chang’an nieder. Mit chinesischer Hilfe versuchte er während des Bürgerkrieges Alis gegen Muʿāwiya (seit 656), die Macht zumindest im Osten Persiens wiederzuerlangen, was aber scheiterte. Sein ältester Sohn Narseh (II.) wurde von den Chinesen 679 nach Westen geschickt und halbherzig als König von Bo-Si (Persien) unterstützt. Narseh versuchte, in Tocharistan eine eigene Machtbasis zu etablieren, spielte jedoch nur eine untergeordnete Rolle und rieb sich in Kämpfen mit den Arabern auf. Wohl 709 kehrte er schließlich als Gescheiterter an den Hof der Tang zurück und starb kurz darauf. Er scheint der letzte Sassanide gewesen zu sein, der einen Anspruch auf den persischen Thron tatsächlich durchzusetzen versuchte. Die letzte Erwähnung eines Sassaniden am chinesischen Hof gehört in das Jahr 731; es gibt allerdings Hinweise darauf, dass am Hindukusch im 8. Jahrhundert ein kleines Reich existierte, dessen Herrscher sich auf die Sassaniden zurückführten und als Könige von Persien bezeichneten. Wie und wann dieses Reich unterging und ob seine Könige tatsächlich Sassaniden waren, ist bislang unklar.

## Innerer Aufbau des Reiches

### Königtum, Adel und staatlicher Aufbau
Von der in der älteren Forschung verbreiteten Vorstellung, die Sassaniden hätten ein neues, zentralisierteres und mächtigeres Reich begründet, ist man in den letzten Jahren abgerückt. Vielmehr betonen Spezialisten heute die Kontinuitäten zwischen Arsakiden und Sassaniden; je mehr man über den Aufbau des Neupersischen Reiches weiß, desto deutlicher wird, dass die inneren Strukturen nach dem Dynastiewechsel im Kern unverändert blieben.
Die ersten Sassaniden standen allerdings unter Legitimationsdruck, sie mussten sich – gerade im Krieg mit Rom – als würdige Könige erweisen und rechtfertigen, dass sie die Arsakiden nach Jahrhunderten von der Macht verdrängt hatten. Das alte Perserreich der Achämeniden diente ihnen dabei vielleicht in gewisser Weise als Vorbild, was auch in der Selbstbezeichnung der Sassanidenherrscher zum Ausdruck kam, Könige der Könige zu sein (wobei bereits die Arsakiden diesen Titel geführt hatten). Allerdings wussten bereits die ersten Sassaniden offenbar nicht viel mehr über ihrer achämenidischen „Vorfahren“ beziehungsweise „Urahnen“, als dass diese einst ein großes Reich beherrscht hatten.
Das politische Konzept von Ērān, vom Land der Arier (im Sinne von „Iranier“), entstand erst in sassanidischer Zeit; nun taucht auch die Reichsbezeichnung Ērānšāhr bzw. Ērān-šāhr („Reich der Iranier“) auf. Dem entgegen stand Anērān, das Land der Feinde, wozu neben Rūm (das Römische Reich) auch Tūrān (die Feinde jenseits des Oxus im Nordosten, wie Iranische Hunnen und später die Göktürken) zählte. Damit war für die spätantiken Perserkönige die Aufgabe verbunden, die zivilisierte Welt von Ērānšāhr gegen die äußere Welt zu verteidigen. Aus achämenidischer Zeit ist der ummauerte Garten ein bekanntes Symbol (altpersisch paridaida, verstanden im Sinne eines irdischen Paradieses), das verbunden war mit einer gewissen sakralen Komponente. Touraj Daryaee hat diesbezüglich die These aufgestellt, dass das Motiv eines geschützten Gartens für die Sassaniden als ein Symbol der Absicherung des Reiches nach außen diente, wobei die Sassaniden auch real eine aktive Grenzsicherung betrieben.
Schapur I. war, wie bereits erwähnt, der erste Großkönig, der sich als šāhān šāh ērān ud anērān (König der Könige von Iran und Nicht-Iran) bezeichnen ließ. In diesem Zusammenhang spielte die sassanidische Herrschaftsideologie eine beachtliche Rolle. Das Königtum bildete die Klammer, die das Reich mit seinen ethnischen und religiösen Minderheiten sowie den Partikularinteressen der adeligen Großen zusammenhielt. In späteren Berichten wird auch geschildert, wie im Thronsaal von Chosrau I. neben dem Thron des Königs auch drei zeremonielle Thronsessel gestanden haben sollen, je einen für den Kaiser von Rom, den Kaiser von China und den Chagan der Türken, wenn sie als Vasallen zum König der Könige kommen sollten. Neben dem damit formulierten Vorherrschaftsanspruch (sei er auch nur formaler Art) deutete dies auch auf den politischen, kulturellen und wirtschaftlichen Horizont des Sassanidenreiches hin.
Der Herrscher war König von Gottes Gnaden und vom Samen der Götter, aber kein Gottkönig. Später wurden sogar die mythischen Urkönige Irans als Vorfahren miteinbezogen; diese Mystifizierung lebte unter anderem in dem im 6./7. Jahrhundert entstandenen Herrenbuch fort (siehe unten). Ansonsten bezogen die Sassanidenkönige ihre Legitimität vor allem aus ihrem „Glücksglanz“ (dem königlichen xvarrah) und aus der Demonstration ihrer persönlichen Fähigkeiten im Krieg und auf der Jagd. Die spätantiken Perserkönige zogen deshalb nicht selten selbst in den gefährlichen Kampf.
Die Königsidee war zumindest mit gewissen religiösen zoroastrischen Vorstellungen verbunden: Seit Ardaschir I. sind religiöse Motive auf Münzen belegt und der König selbst bezeichnete sich als mazdēsn (Mazda-Verehrer). Allerdings scheinen erhaltene zoroastrische Werke eine enge Verzahnung zu suggerieren, die zumindest in ihrer Ausprägung zweifelhaft ist: Zwar wird im mittelpersischen Werk Dēnkard betont, dass Königtum und Religion miteinander verknüpft sind, so dass das eine nicht ohne das andere existieren könne. Andere Quellen belegen jedoch, dass neben dem Mazdaismus auch andere Spielarten des Zoroastrismus zeitweise am Hof einflussreich waren (wie der Zurvanismus) und in der Spätzeit enge Vertraute des Großkönigs sogar Christen sein konnten. In diesem Sinne kann man nicht von einer strengen zoroastrischen Orthodoxie sprechen, in der sich das Königtum bedingungslos einordnete, vielmehr zirkulierten verschiedene religiös-philosophische Ideen im Sassanidenreich. In einigen Bereichen weist das sassanidische Königtum sogar recht unzoroastrische Aspekte auf, die in der späteren Überlieferung verwischt wurden. Im Rahmen zoroastrischer Kosmogonievorstellungen war die Inzestehe (xwēdōdah) innerhalb der Königsfamilie und der Adelsfamilien wohl nicht ungewöhnlich, allerdings ist das entsprechende Ausmaß umstritten.

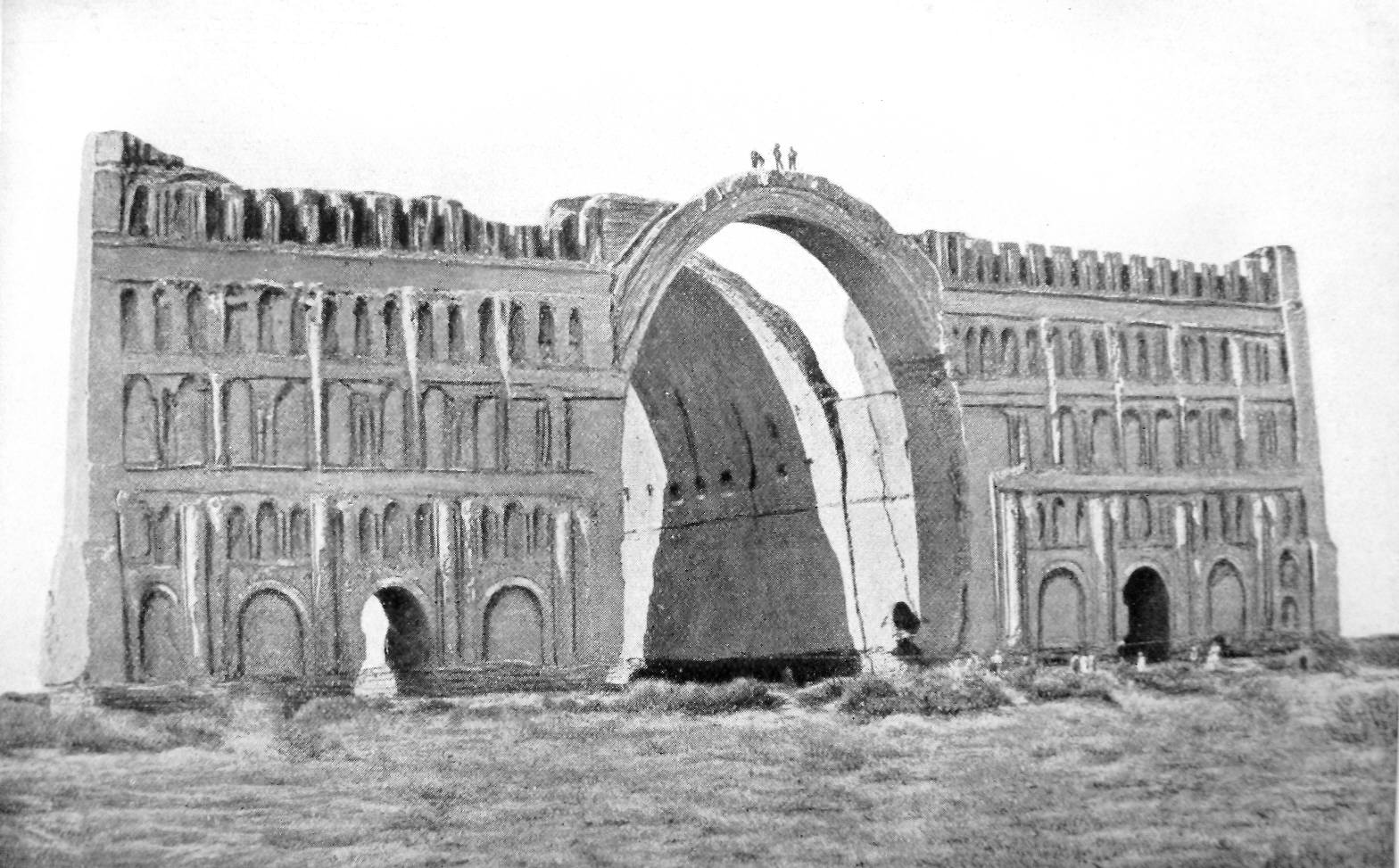
Der wohl im 6. Jahrhundert in Ktesiphon errichtete Palast Taq-e Kisra ist ein berühmtes Monument des sassanidischen Persien.

Die Sassanidenkönige verfügten zwar prinzipiell über große Macht, sie waren aber keine absoluten Herrscher. Den Großkönigen stand ein mächtiger Hochadel gegenüber, in welchem die sieben großen Familien eine besondere Rolle spielten. Der Adel selbst gliederte sich abseits des Großkönigs am Hof wohl in vier Rangklassen auf. An der Spitze standen die Regionalfürsten und Provinzherrscher (šahrdārān), es folgten die Prinzen von königlichen Blut (waspuhragān), dann die einflussreichsten Großen (wuzurgān) und am Schluss die geringeren Adligen (āzādān). Wenngleich der als wuzurgān („die Großen“) bezeichnete Hochadel der Königsfamilie formal nachgeordnet war, verfügten seine Mitglieder aber doch über große Macht und Prestige.
Die Situation scheint in manchem der des Heiligen Römischen Reiches im Hochmittelalter geähnelt zu haben: Starke Herrscher konnten dem „feudalen“ Adel ihren Willen aufzwingen, doch kam es auch immer wieder zu Thronwirren und Konfrontationen mit Teilen der Aristokratie (und dort vor allem gegenüber den mächtigen Adelsfamilien der Mihran, Suren und Karen, die bereits in parthischer Zeit eine bedeutende Rolle gespielt hatten und vor allem im Osten des Reiches über große Besitzungen verfügten) und dem zoroastrischen Klerus. Allerdings wurde bis zur Endphase des Reiches fast ausnahmslos daran festgehalten, dass nur ein (körperlich unversehrtes) Mitglied des Hauses der Sassaniden den Thron besteigen durfte. Wie konfliktreich das Verhältnis zwischen Königen und Adligen letztlich war, ist in der Forschung sehr umstritten. Es dürfte den Königen in der Regel gelungen sein, die Aristokraten gegeneinander auszuspielen, so dass es fast nie zu einer geschlossenen adligen Opposition gegen den Herrscher kam. Dennoch sahen sich nicht wenige Könige oft mit erheblichen Problemen konfrontiert, wenn es ihnen nicht gelang, die wichtigsten Teile des Hofadels in ihre Politik einzubinden bzw. gegeneinander auszuspielen; so wurden etwa Könige von Ardaschir II. bis Bahram IV. entweder gestürzt oder ermordet, während Yazdegerd I. mit starker Opposition zu kämpfen hatte.
Der Hof der Sassaniden kannte, wenigstens in seiner Frühzeit, einen Adelsrat, dessen Funktionen und Einflussmöglichkeiten jedoch schwer zu bestimmen sind. Adelsversammlungen erwähnt noch Prokopios von Caesarea Mitte des 6. Jahrhunderts, doch die Funktion und Zusammensetzung dieser Organe ist unklar. Offenbar spielten der Adel und die Priesterschaft, deren Hierarchie sich erst im Laufe der Zeit ausprägte, bei der Bestimmung des Thronfolgers eine gewisse Rolle. Außerdem gab es ein später immer ausgeprägteres Hofzeremoniell sowie eine differenzierte Abstufung von Rangtiteln. Der Hof war das Zentrum des herrschaftlichen Handelns, wobei sich der König auf eine recht gut organisierte Verwaltung stützen konnte.
An der Spitze der Verwaltung stand der Wuzurg-Framadar („Großwesir“), der oberste königliche Minister. Eine hervorgehobene Rolle spielte daneben der Hazarbed, der in der Frühzeit wohl Kommandeur der Leibwache des Königs gewesen war, später aber eine Position bekleidete, die ähnlich dem wuzurg-framadar gewesen zu sein scheint. Regional bedeutend waren die militärischen bzw. zivilen Ämter des Spahbod (militärischer Befehlshaber, im späten Sassanidenreich gab es vier für die verschiedenen Regionen), Marzban (zuständig für die verschiedenen Grenzgebiete) und Paygospan (im späten Sassanidenreich wohl Titel der Zivilverwalter der vier Regionen, analog zum Spahbod im militärischen Bereich).
Nach Ausweis der Quellen waren zumindest einige der wichtigsten Ämter innerhalb bestimmter Adelsfamilien erblich; aufgrund der Weitverzweigtheit dieser Geschlechter war dieses Verfahren praktikabel, da in der Regel mehrere geeignete Kandidaten zur Verfügung standen. Einige Althistoriker sind im Übrigen der Ansicht, das persische Zeremoniell habe dann dem spätantiken römischen als Vorbild gedient; am wahrscheinlichsten ist angesichts der zahlreichen Parallelen der Herrscherrepräsentation eine wechselseitige Beeinflussung der beiden Großmächte.
Söhne des Königs wurden zumindest in der Frühzeit oft mit Provinzstatthalterschaften betraut, daneben existierten aber auch regional herrschende Fürsten und sogar Teilkönige (wie in Armenien), denen die Verwaltung über größere Provinzen übertragen wurde. Allerdings ist es relativ unstrittig, dass das Reich unter den Sassaniden insgesamt stärker zentralisiert war als unter den Parthern und daher auch über eine größere Anzahl von Amtspersonen verfügte. Dies umso mehr, als in der Schwächephase des Adels im späten 5. Jahrhundert (siehe Mazdakiten) teils Adelsland in Königsland umgewandelt werden konnte. Auch die Reformen Chosraus I. haben zeit- und teilweise die Position des Königtums gestärkt, etwa durch die Schaffung eines Dienstadels beziehungsweise „Rittertums“ (die Dehqan), wenngleich der Adel nach seinem Tod auch wieder an Macht gewann. An die sassanidische Hofverwaltung und Hofkultur sowie an das sassanidische Steuersystem, das seit Chosrau I. aus einer kombinierten Kopf- und Grundsteuer bestand, sollten später auch die Abbasiden anknüpfen.

### Gesellschaft
Die Gesellschaft war – glaubt man den späteren zoroastrischen Quellen – ab dem 5. Jahrhundert, ähnlich wie der Hofadel, in vier Klassen unterteilt, die man vielleicht als Kasten bezeichnen kann: 1) Priester und Richter, 2) Krieger, 3) Schreiber (Beamte) und 4) Bauern und Handwerker, auch wenn die Forschung sich über die Reihenfolge nicht immer einig ist. Die soziale Mobilität dürfte dabei größer gewesen sein, als es die späteren Quellen suggerieren. Obwohl in den Städten Händler und Handwerker eine große Rolle spielten, war die Mehrheit der Bevölkerung als Bauern auf dem Land tätig. Sie profitierten auch von den Reformen Chosraus I., da sie nun ihr Land selbstständig bearbeiten durften und in einem geringeren Maße vom Adel (siehe dazu oben) abhängig waren als vorher. Die Bedeutung des Landadels und der lokalen Landbesitzer (Dehqan) nahm in dieser Zeit ebenfalls erheblich zu.
Eine bedeutende Rolle im Sassanidenreich spielten die zoroastrischen Priester (Mo(w)bads), die sowohl mit religiösen Fragen befasst waren als auch staatlich administrative Funktionen ausübten, wobei sie als Richter und Rechtsgelehrte wirkten.
Entscheidend war aber vor allem das Verhältnis zwischen dem jeweiligen Großkönig und dem Hochadel; anders als man früher oft annahm, stand dieser dabei allerdings dem Herrscher nie en bloc gegenüber, sondern zerfiel in der Regel in unterschiedliche Gruppierungen.
Die Sklaven wurden im Sassanidenreich zwar als „Sachen“ angesehen, gleichzeitig aber auch als menschliche Wesen und waren so vor allzu grausamer Behandlung geschützt, wenngleich ihre Besitzer sie verkaufen oder verschenken durften. Zu berücksichtigen sind ferner die Kriegsgefangenen und Deportierten aus den römischen Gebieten, die im Sassanidenreich wiederangesiedelt wurden. So bauten römische Gefangene Gebäude und Brücken, die noch heute erhalten sind. Ob die Deportation von Römern ins Perserreich tatsächlich zu einem massiven Anstieg des Anteils der Christen an der Bevölkerung geführt hat, wie oft vermutet wird, ist heute umstritten.

### Wirtschaft

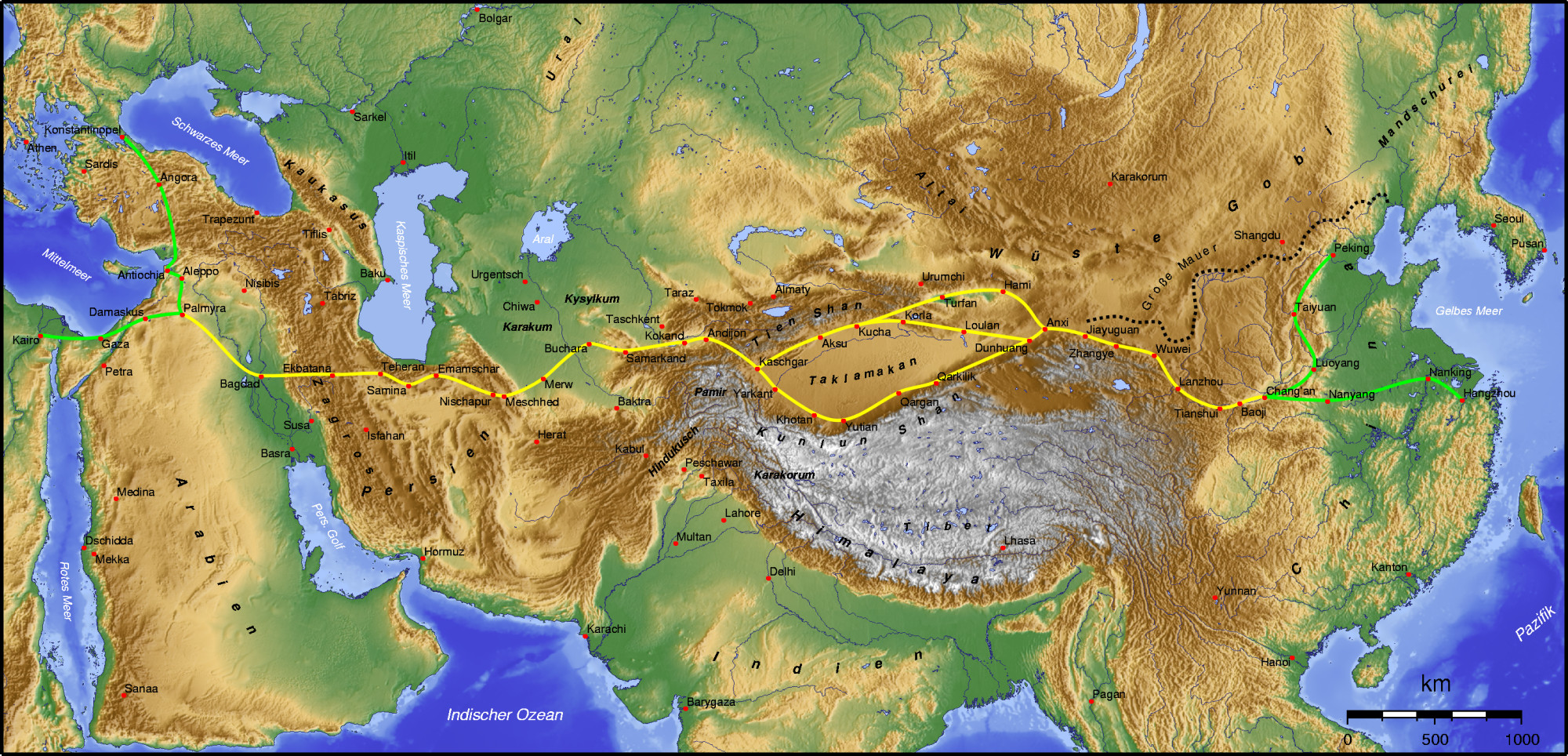
Verlauf der Seidenstraße im Mittelalter

Wie stark die Ökonomie des Sassanidenreiches war, ist in der Forschung umstritten. Während Gelehrte wie Zeev Rubin von einer schwachen, primitiven und weitgehend auf Tauschhandel basierenden Wirtschaft ausgehen, warnen Historiker wie James Howard-Johnston davor, die ökonomische Leistungsfähigkeit des spätantiken Perserreiches zu unterschätzen. Als Hauptzahlungsmittel nutzten die Sassaniden Silbermünzen, im Gegensatz zu den römischen Goldmünzen.

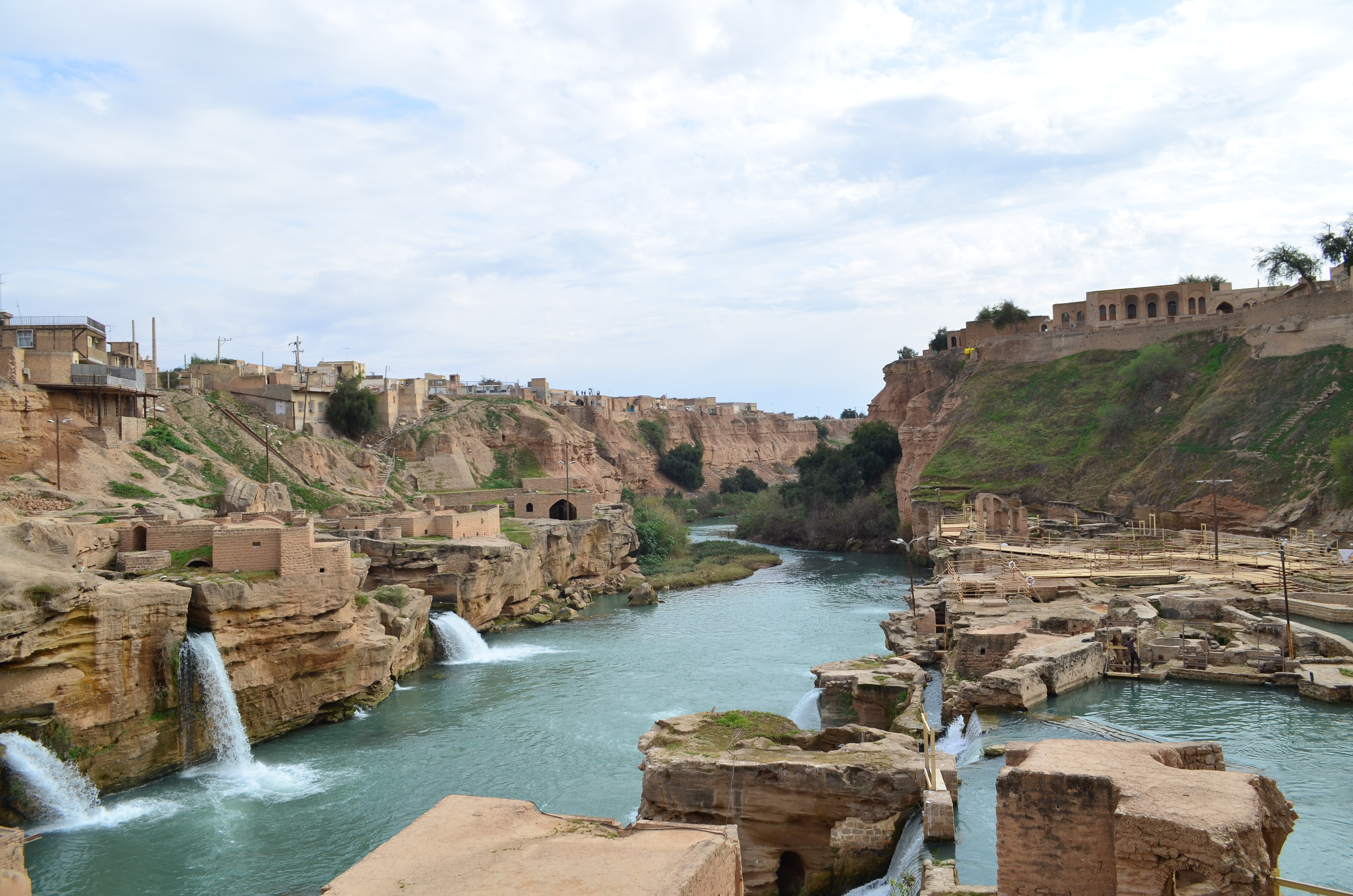
Das historische Bewässerungssystem von Schuschtar

Ungeachtet einiger Städtegründungen (die Sassaniden legten auf Städtegründungen einen höheren Wert als ihre Vorgänger, die Arsakiden) und des prächtigen Ausbaus der königlichen Hauptresidenz Ktesiphon, war die Landwirtschaft wie überall in der Alten Welt der wichtigste Wirtschaftszweig. Sie erbrachte die meisten Steuern, wenngleich die Besteuerung lange Zeit nicht effizient vollzogen wurde, was sich zeit- und teilweise durch Reformen Chosraus I. im 6. Jahrhundert änderte, wobei die lokalen Landbesitzer (Dehqan) eine wichtige Rolle spielten. Besonders wichtig war in diesem Zusammenhang (das nicht-iranische) Mesopotamien, wo rund zwei Drittel aller Steuereinnahmen eingetrieben wurden, sich wichtige urbane Zentren befanden und die landwirtschaftliche Produktion ergiebig war. Durch die Förderung des Städtewesens prosperierten zudem andere Wirtschaftszweige, vor allem das Handwerk und die Textilindustrie. Zu den erfolgreichen Infrastrukturmaßnahmen der Zeit zählte der Bau des Band-e Kaisar durch römische Arbeitskräfte.
Darüber hinaus profitierte die Wirtschaft der Sassaniden von der Tatsache, dass mehrere bedeutende Handelsrouten durch das von ihnen kontrollierte Gebiet verliefen, vor allem die sogenannte Seidenstraße. Das an der Schnittstelle zwischen der Mittelmeerwelt einerseits und der Steppe Zentralasiens sowie den weiteren Verbindungswegen nach China und Indien andererseits liegende Sassanidenreich profitierte davon erheblich. Persien schlug auch aus dem Zwischenhandel mit Ostrom Gewinn; mehrmals versuchten die Römer, die sassanidischen Zwischenhändler auszuschalten, was nicht gelang. Erst unter Justinian I. kamen die Oströmer in den Besitz von Seidenraupen, doch sollten noch Jahrzehnte vergehen, bevor sich eine nennenswerte römische Seidenindustrie entwickelt hatte. Die Perser wehrten auch die Expansionsbemühungen sogdischer Händler ab, die in Zentralasien den Seidenhandel weitgehend kontrollierten (siehe Maniakh).
Bei der Kontrolle der wichtigsten Ost-West-Handelsrouten half den Sassaniden, dass sie den Seehandel im westlichen Indischen Ozean lange Zeit weitgehend kontrollierten; so wurde der Handel mit Indien und Ceylon im 6. Jahrhundert vor allem von sassanidischen Kaufleuten abgewickelt (Indienhandel). Auch mit dem südlichen Russland wurde reger Handel getrieben, vor allem im Bereich des Kaspischen Meeres. Zu China unterhielten die Sassaniden, wie erwähnt, recht enge Kontakte, die auch wirtschaftlich motiviert waren: So gelangten alleine an den Hof der nördlichen Wei zwischen 455 und 522 mindestens zehn Gesandtschaften. Nach der Wiedervereinigung Chinas 589 unter der Sui-Dynastie wurden erneut Kontakte geknüpft, die bis zum Ende des Sassanidenreiches Bestand haben sollten; der letzte sassanidische Kronprinz, Peroz, floh an den Hof der Tang-Dynastie.

### Militärwesen

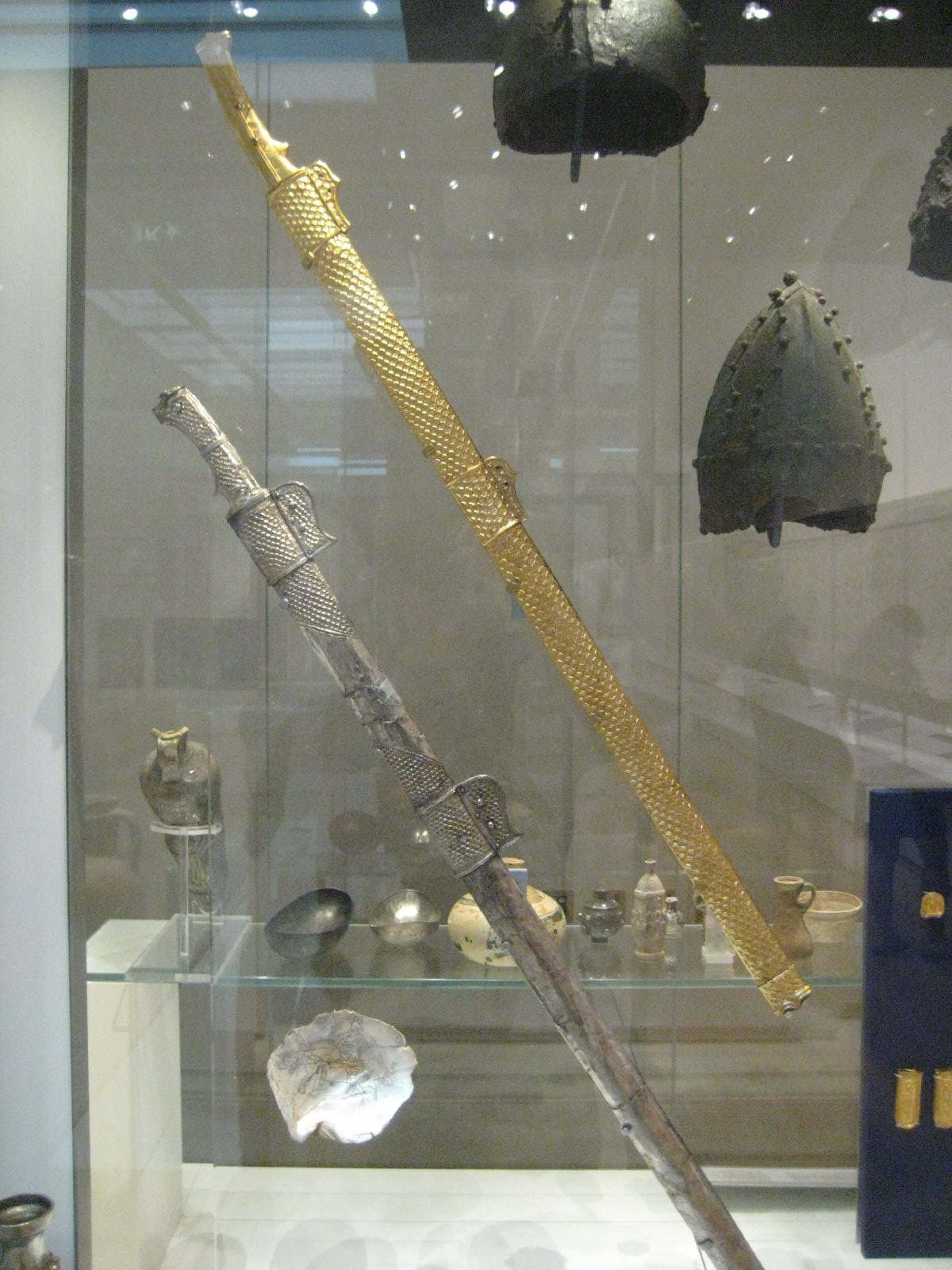
Sassanidische Schwerter und Helme des 6. und 7. Jahrhunderts

Militärisch zeigte sich das Sassanidenreich seinen Gegnern über Jahrhunderte weitgehend gewachsen. So konnte es dem Ansturm der iranischen Hunnen ab dem 4. Jahrhundert standhalten, und 572 war es gar möglich, einen Zweifrontenkrieg gegen Römer und Türken souverän für sich zu entscheiden. Die obersten Generäle des Reiches trugen den Titel spāhbed (bzw. spahbod) und rekrutierten sich in der Regel wohl aus den großen Magnatenfamilien (viele wichtige Ämter waren an bestimmte Familien gebunden). Die Stärke der sassanidischen Armeen lag in ihren schwergepanzerten Reitern, den Kataphraktoi und Clibanarii, denen die Römer anfangs nichts Gleichwertiges entgegenzusetzen hatten. Bis zum Schluss waren die schweren Lanzenreiter sowie die berittenen Bogenschützen die wichtigsten Einheiten der persischen Armee. Etwa ab dem 5. Jahrhundert unterschieden diese sich in Ausrüstung und Kampfweise kaum mehr von ihren oströmischen Gegnern.
Die Reiter waren gewöhnlicherweise gepanzert und verfügten dem Geschichtsschreiber Tabari zufolge, der Zugriff auf heute verlorene sassanidische Quellen hatte, über eine Lanze, Schwert, Streitaxt und zwei Bögen und 30 Pfeile. Es existierte eine Elitereiterei, die wie die Leibgarde der Achämenidenzeit die Unsterblichen genannt wurde. Die schwergepanzerten Reiter, die vielleicht indirekt Pate standen für die späteren europäischen Ritter, genossen ein hohes Ansehen. Sie waren den römischen Truppen der Spätantike absolut gewachsen, unterlagen aber wie diese schließlich der wendigeren leichten Reiterei der Araber.
Während das Feldheer, das sich zumindest bis ins sechste Jahrhundert wie unter den Arsakiden wesentlich auf das Adelsaufgebot stützte, unter den Sassaniden lange dem parthischen glich, scheinen die Könige aus der neuen Dynastie sehr bald deutlich größeren Wert auf die Belagerungstechnik (Poliorketik) gelegt zu haben. Ein Grund hierfür dürfte die Notwendigkeit gewesen sein, die stark befestigten Orte Nordmesopotamiens und Armeniens einzunehmen, wenn man in diesen Gebieten den unter den späten Arsakiden verlorenen Boden wieder gutmachen wollte. So wurde Hatra um 240 mit enormem Aufwand belagert und schließlich auch eingenommen. Umgekehrt entwickelten sich die Sassaniden zu kompetenten Erbauern von den landschaftlichen Bedingungen jeweils angepassten Festungen und Befestigungsanlagen.
Vermutlich lag die maximale Stärke der Armee (unterstellt, die Quellen sind zuverlässig) zwischen 50.000 und vielleicht 100.000 Mann; genauere Angaben sind nur schwer zu machen. Zum Heer gehörten natürlich nicht nur Reiter, obwohl sie aufgrund der Weite des Raumes den wichtigsten Bestandteil ausmachten, sondern auch Kriegselefanten, Infanterie, die teils zwangsverpflichtet wurde und einen weniger guten Ruf genoss als die Reiterei, sowie bei Bedarf Truppen mit Belagerungsgerätschaften. Diese wussten die Sassaniden durchaus zu benutzen, wie uns die Berichte bei Ammianus Marcellinus und Prokop sowie die Ausgrabungen in Dura Europos verraten. Ohnehin gewährt uns Ammianus viele wertvolle Einblicke in die sassanidische Kriegsführung (vgl. z. B. Ammian 19,5) sowie in das Sassanidenreich an sich (besonders Ammian 23,6). Ammianus ist zudem eine unschätzbare und insgesamt sehr zuverlässige Quelle hinsichtlich der Militäraktionen an der römischen Ostgrenze zur Zeit Schapurs II.; ähnlich wertvoll ist dann Prokops Bericht über die Kriege unter Chosrau I. beziehungsweise Justinian I. im sechsten Jahrhundert.
Chosrau I. teilte das Reich in vier Militärdistrikte auf und unterstellte jeden davon einem spāhbed, während die Grenzdistrikte der Kontrolle je eines marzbans (eine Art Markgraf) unterstanden. Auch sorgte Chosrau wohl dafür, dass das Militär wieder stärker an den König als an die großen Adelshäuser gebunden war. Allerdings könnte sich dies bereits unter seinem Sohn Hormizd IV. wieder geändert haben.
Die Sassaniden verfügten auch über eine Seestreitmacht, die aber nicht besonders ausgeprägt war und vor allem die Handelsrouten am Persischen Golf und entlang der arabischen Küsten im Rahmen des Indienhandels sichern sollte. Unter Chosrau I. gewann sie an Bedeutung und war an der Eroberung des Jemen beteiligt; unter Chosrau II. operierten persische Schiffe (allerdings wenig erfolgreich) auch im östlichen Mittelmeer.

## Kultur der Sassaniden

### Kulturelles Leben

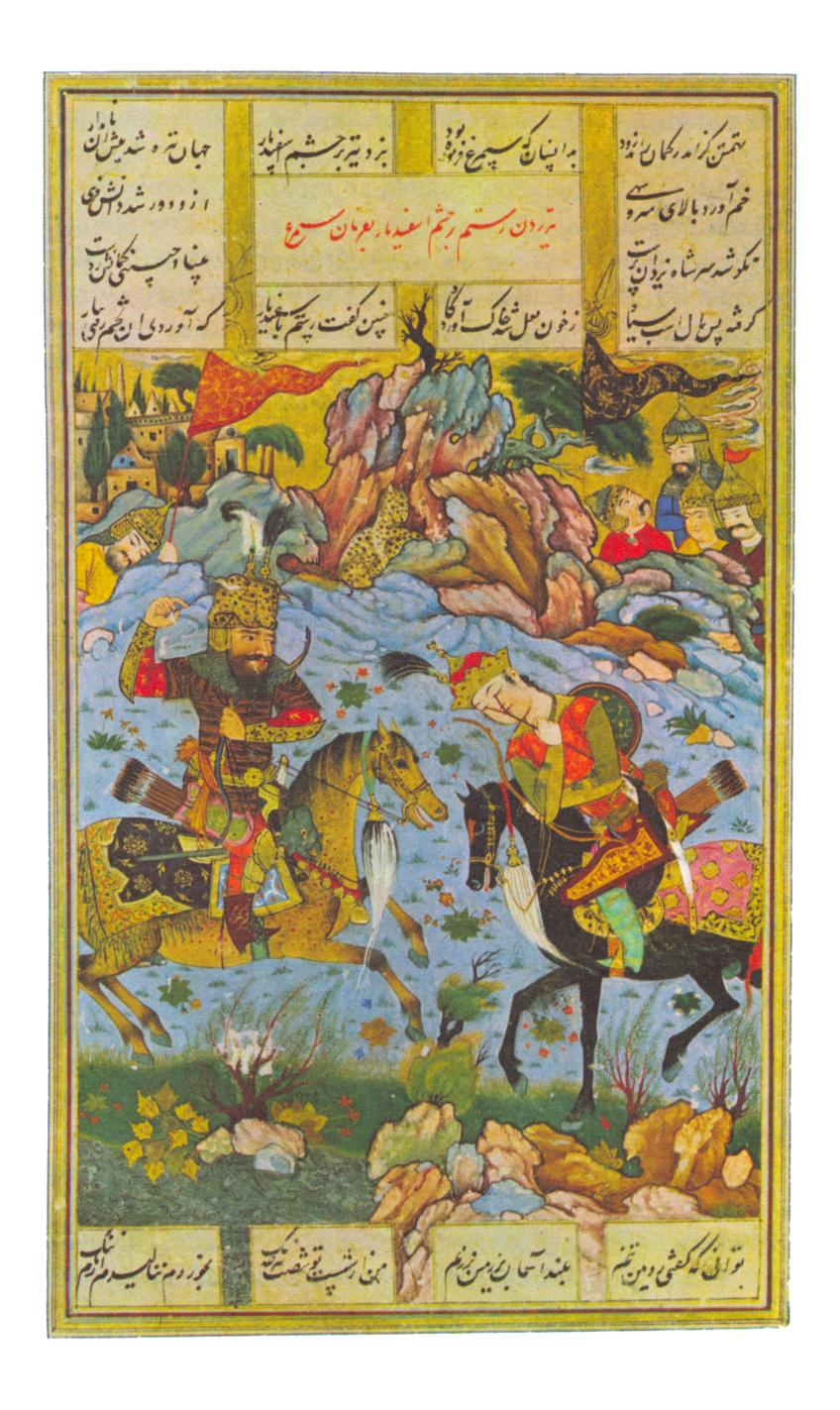
Szene aus dem Schāhnāme: Rostam erschießt Esfandyar mit einem von Simurgh verzauberten Pfeil.

Das Perserreich der Sassaniden zeichnete sich besonders dadurch aus, dass die noch von den frühen Arsakiden gepflegte Kultur im Stil des Hellenismus weiter zurückgedrängt wurde und stattdessen die iranischen Elemente stärker herausgestellt wurden, wenngleich die neuere Forschung dies in Teilen relativiert: So förderte Schapur I. durchaus die griechische Kultur, ähnlich wie sich später auch Chosrau I. für die Philosophie der Antike interessierte. Letztlich betonten die Sassaniden zwar die Unterschiede zu den Parthern, hielten aber faktisch in fast allen Bereichen zunächst weitgehend am Bestehenden fest.
Das Sassanidenreich profitierte von seiner kulturellen Scharnierfunktion zwischen Ost und West. Unter Chosrau I., dem wahrscheinlich bedeutendsten Sassanidenkönig, wurden unter anderem Texte griechischer Philosophen und indische Märchen (wie das Panchatantra) ins Mittelpersische übersetzt. Dies hatte nachhaltige Auswirkungen, da diese Texte so später den Arabern zugänglich wurden und diese, besonders unter den Abbasiden, daran anknüpfen sollten. In seiner Regierungszeit entfaltete sich das Hofleben besonders prächtig: Die Jagd wurde kultiviert, Schach und Backgammon sowie Polo wurden am Hof des Großkönigs gespielt. Außerdem wurde der prächtige Palast von Taq-e Kisra errichtet und große Gartenanlagen eingerichtet. Ebenso wie sein Andenken, das besonders lebendig blieb, wurde das von mehreren Sassanidenkönigen in späteren Erzählungen festgehalten und gepflegt, auch und gerade in islamischer Zeit, als der sassanidische Hof und das entsprechende Hofleben als ein wichtiges Vorbild diente. Die Erinnerung an Bahram V., der aufgrund seines Jagdgeschicks den Beinamen „der Wildesel“ (Gor) erhielt, sollte ebenso wie die an Chosrau II. in orientalischen Sagen weiterleben. Besonders der märchenhafte Hof Chosraus II. und seine Beziehung zu der Christin Schirin beflügelten die Phantasie der Nachwelt, was sich in mehreren muslimischen Dichtungen widerspiegelt (Schāhnāme, Nezāmis Chosrau und Schirin etc.).
Bekleidungsstücke wie Hose und Turban wurden durch die Sassaniden populär, ebenso wie die Ausrüstung mit Brustpanzer und Kettenhemd. Der ritualisierte Reiterzweikampf (mard-o-mard) erinnert in erstaunlicher Weise an den Tjost des europäischen Mittelalters. Die ritterlich-höfische Kultur des Islam und dann auch des Abendlandes wurde von den Sassaniden entscheidend (wenn auch teils nur indirekt) vorgeprägt. Es ist vielleicht kein Zufall, dass das (ursprünglich aus Indien stammende) Schach, lange Zeit das höfische Brettspiel par excellence, durch die Sassaniden in den Westen vermittelt wurde. Der mittelpersische Text Mādīgān ī Čatrang bringt dies in Verbindung mit Vuzurgmihr, einem berühmten Berater Chosraus I. Schon der Name Schach leitet sich ab von Schah („König“).

### Literatur und Wissenschaft

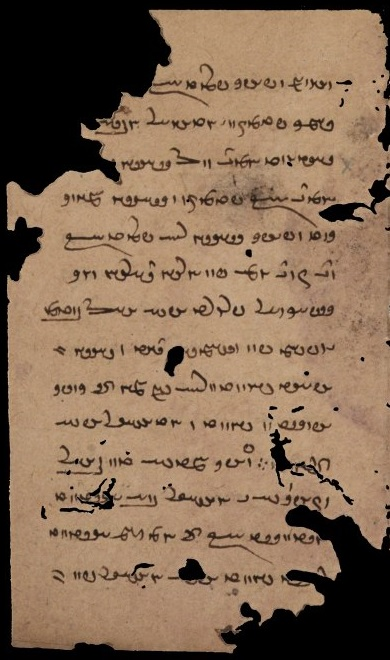
Karnamag-i Ardaschir-i Pabagan in Buch-Pahlavi Schrift

### Kunst und Architektur

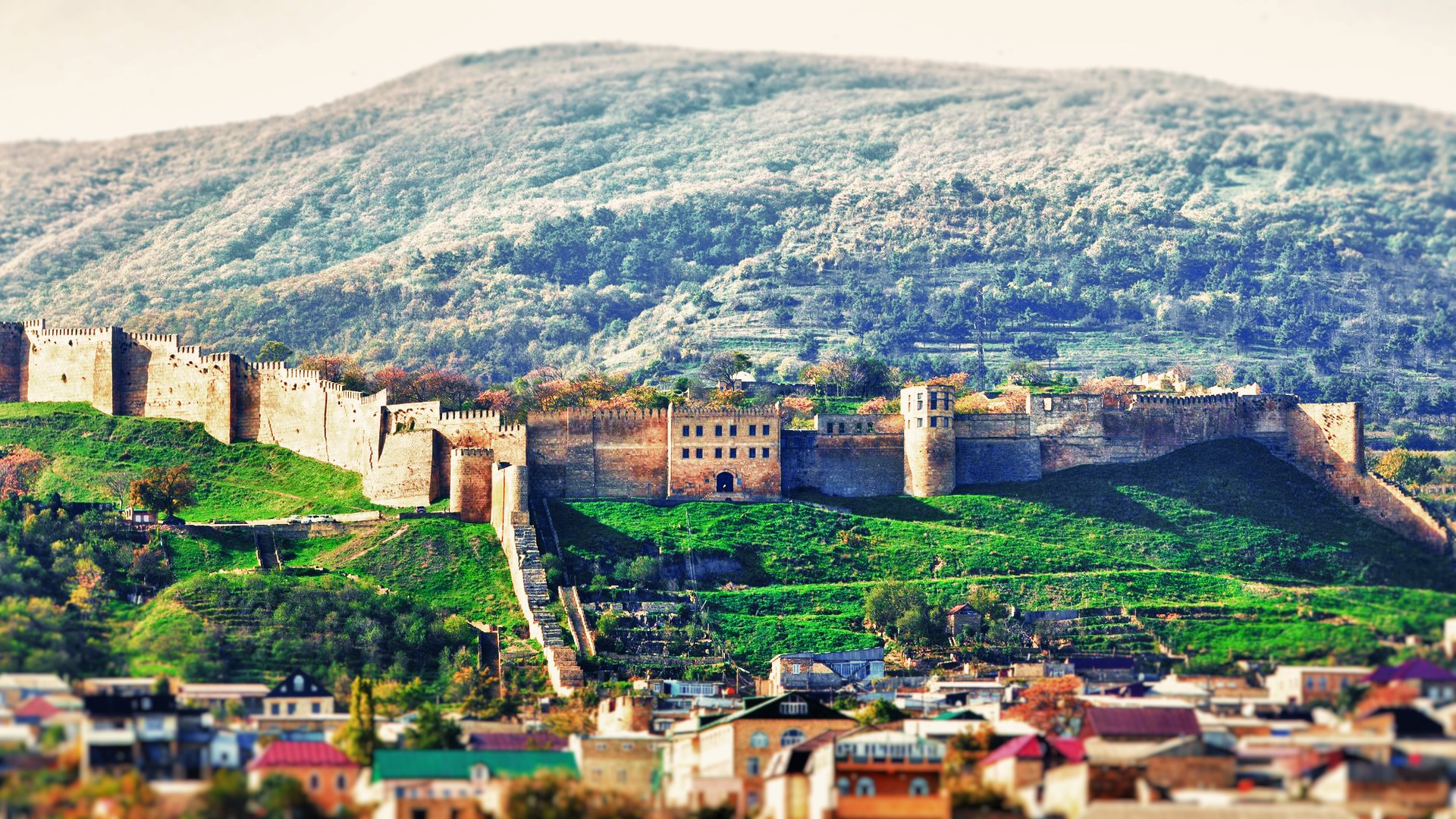
Die Mauern von Derbent, Russland

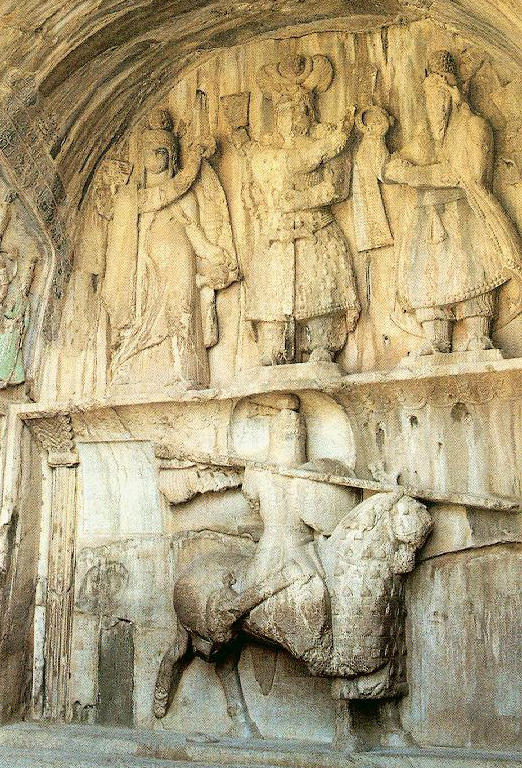
Darstellung des Königs Chosrau II. als Panzerreiter (Taq-e Bostan)

### Religion

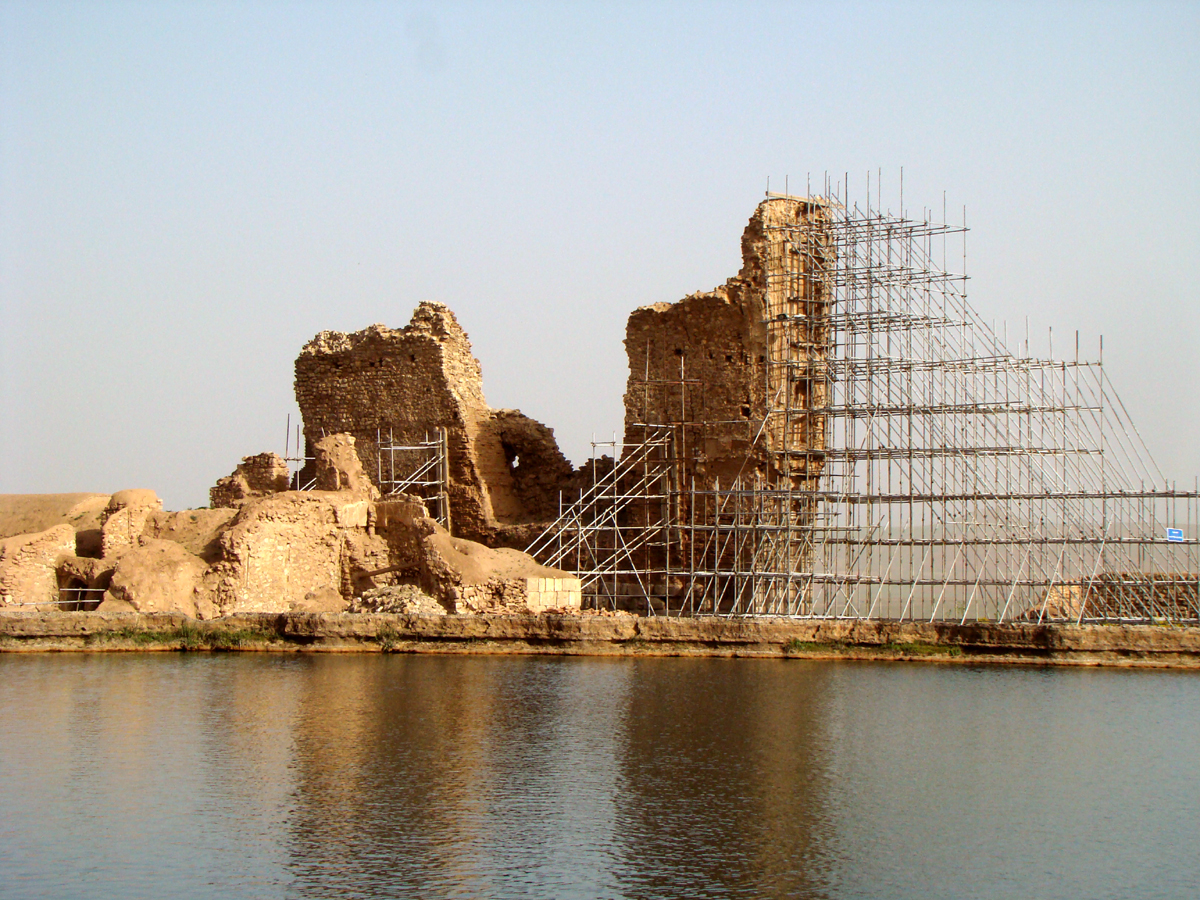
Der sassanidische Feuertempel Adhur Guschnasp im Gebäudekomplex des Tacht-e Suleiman